# オート三輪

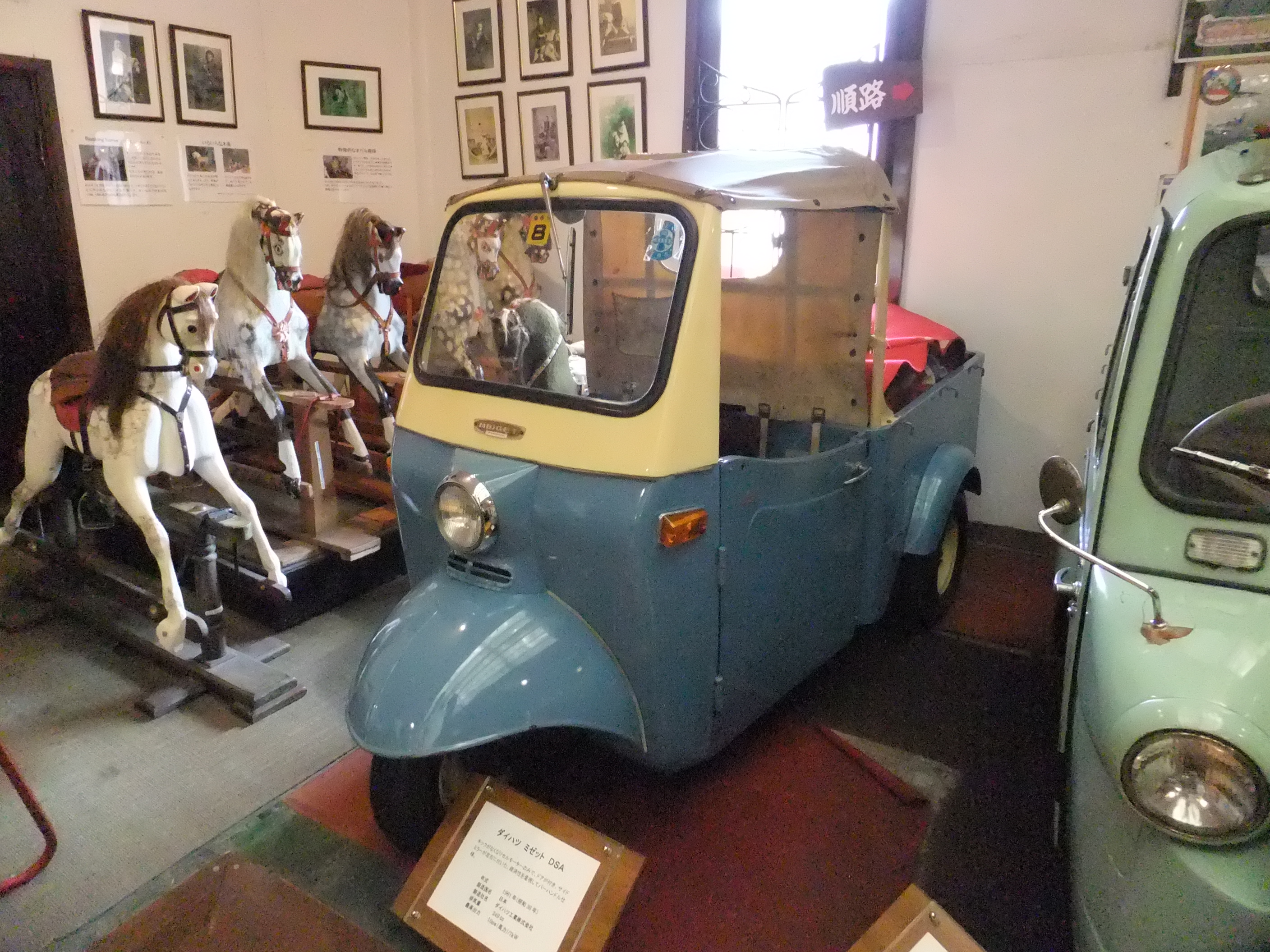
ダイハツ・ミゼットDSA。1950年代後半に隆盛を極めた軽オート三輪。2012年5月撮影

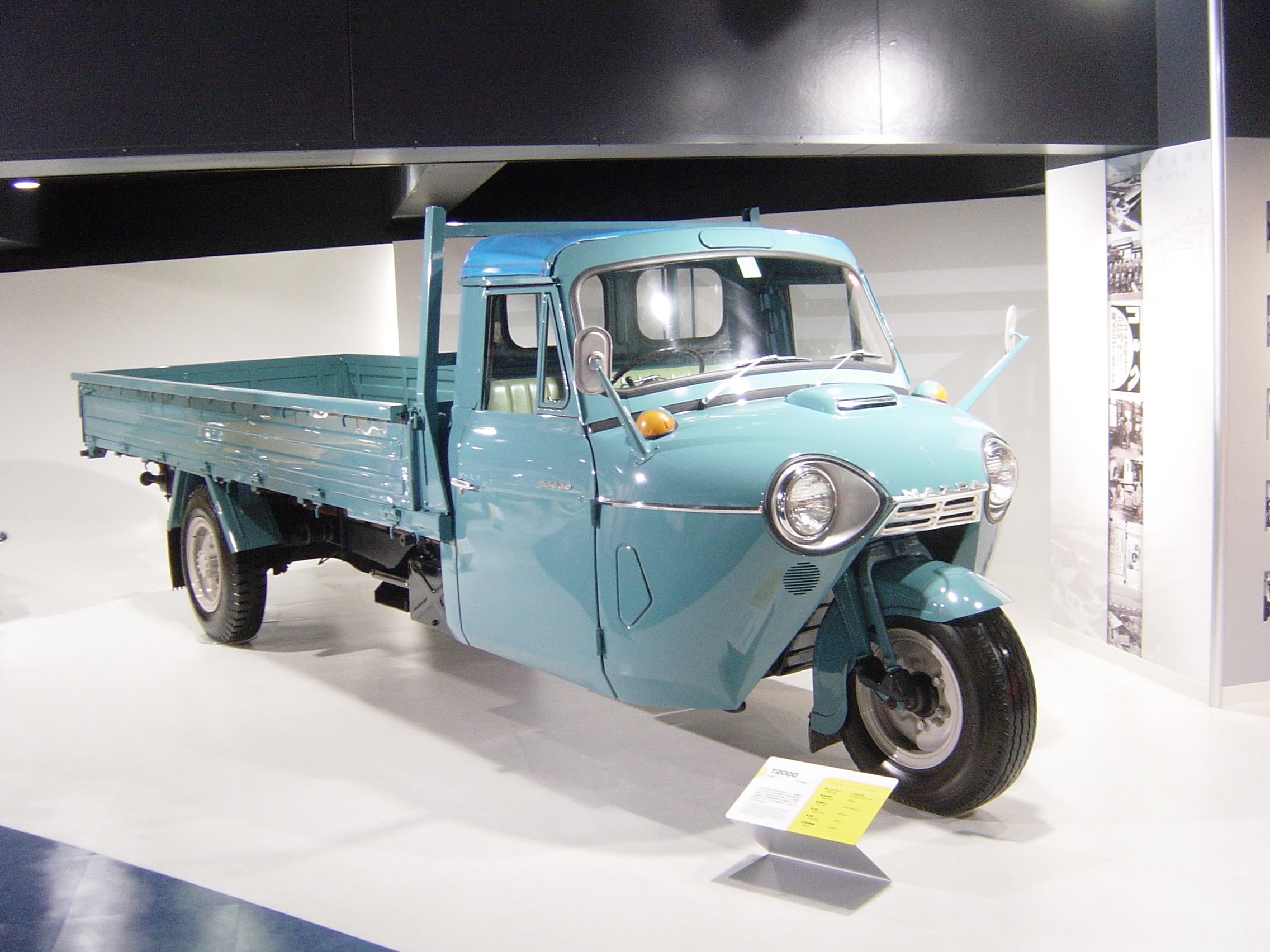
マツダ・T2000。1960年代、大型化・近代化されたオート三輪の最終発展形。2005年2月撮影

オート三輪（オートさんりん）は、三輪自動車のうち主に貨物自動車である三輪トラックを指して日本で用いられる呼称。
軽便・安価で、積載力があり悪路に強く、小回りが利くという特性から、日本では1930年代から1950年代にかけ隆盛を極めたが、その後、より価格性能比に勝る四輪の廉価型小型トラックや軽トラックの出現、普及により取って代わられ衰退した。
「オート三輪」の呼称は、自走式、つまりエンジン付き三輪車の意味で、日本で三輪車の多数派であったトラック、ないしは、その派生形の貨物車を指す語として定着している。客室を架装してタクシーにも使用された例があり、極まれに乗用登録のものも見られるが、極めて例外的なものである。ゆえに、当初から乗用車として設計された3輪式乗用車（例　ダイハツ・Beeや、富士自動車(現・コマツユーティリティ)・フジキャビン、イギリスのリライアント、ボンドなど）は、トラックシャシをベースとしているわけではないため、通常「オート三輪」とは呼ばれない。
この記事では、日本において小型自動車扱いであった三輪トラックの「オート三輪」と、そのブームの少し後にブームとなった、軽自動車扱いの軽三輪トラックについて主に述べる。

## 三輪自動車
日本ではオート三輪が第一次世界大戦後に独自発生し、当時の国情に合致し、独特の発展を遂げた。この日本の「オート三輪」はオートバイの延長線上に案出されたことによる自然発生的な簡易車両だった。

## 戦前

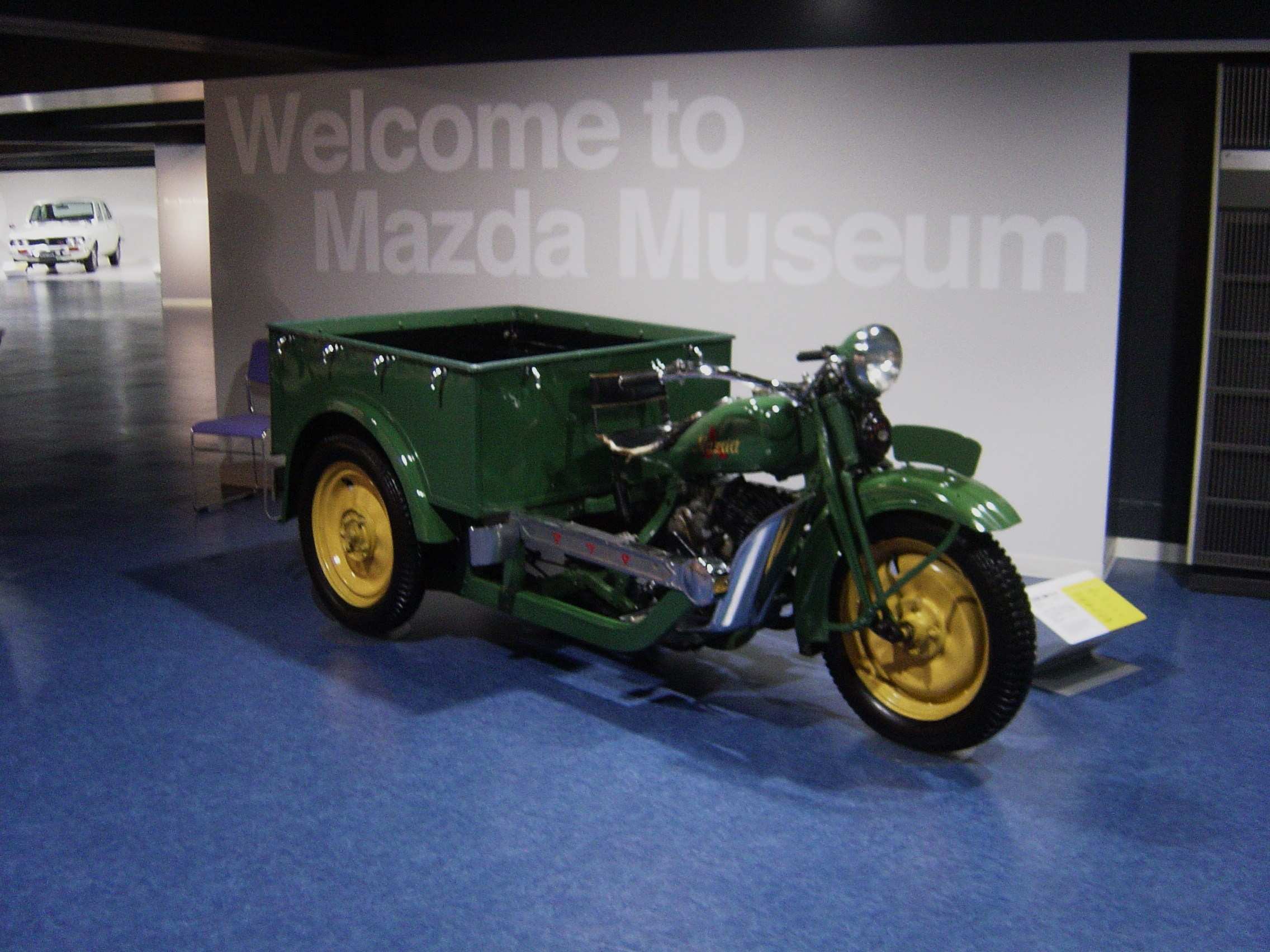
マツダオート三輪。戦前以来の古典的オート三輪の形態。2005年2月撮影

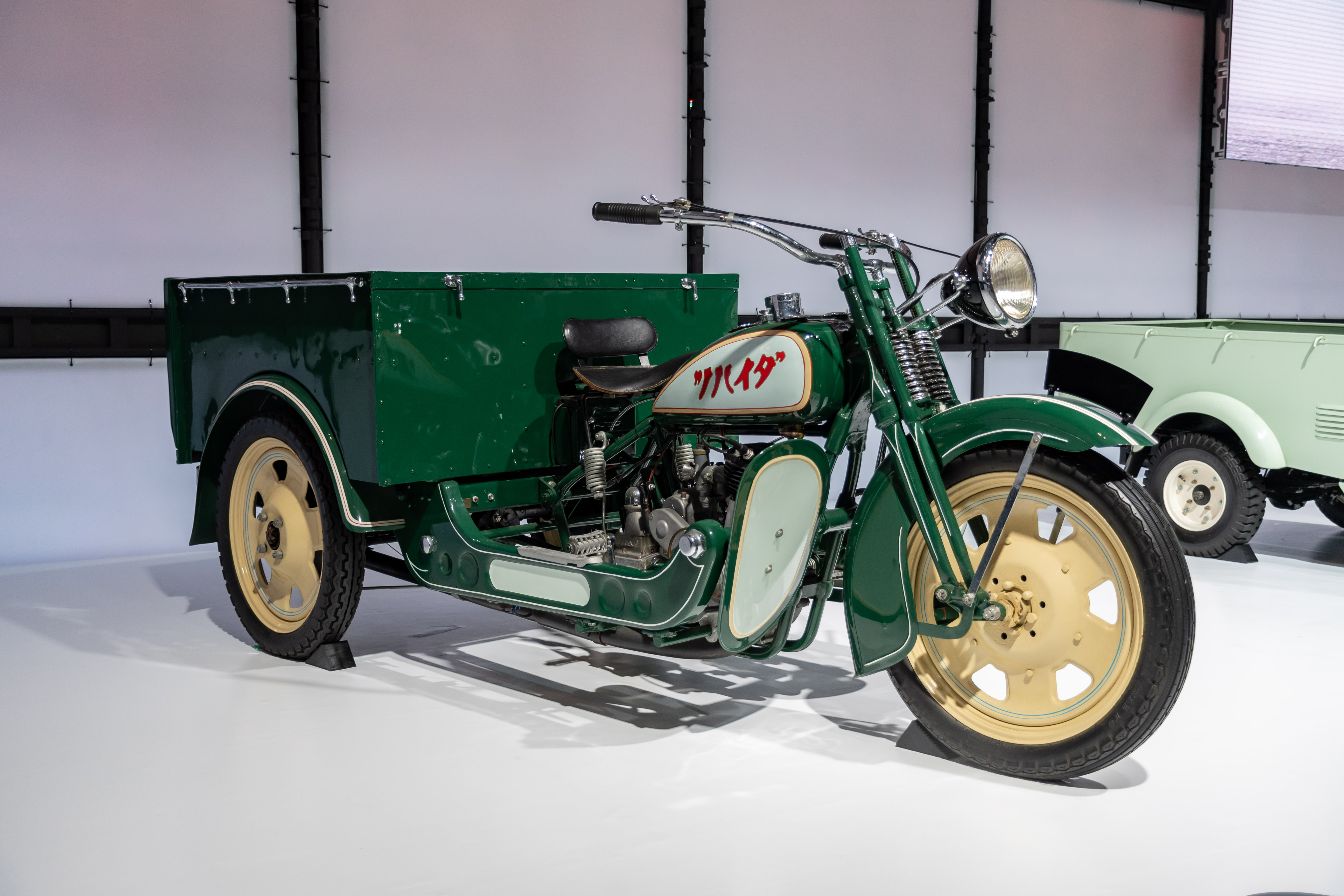
ダイハツHD型三輪自動車（1931年式）

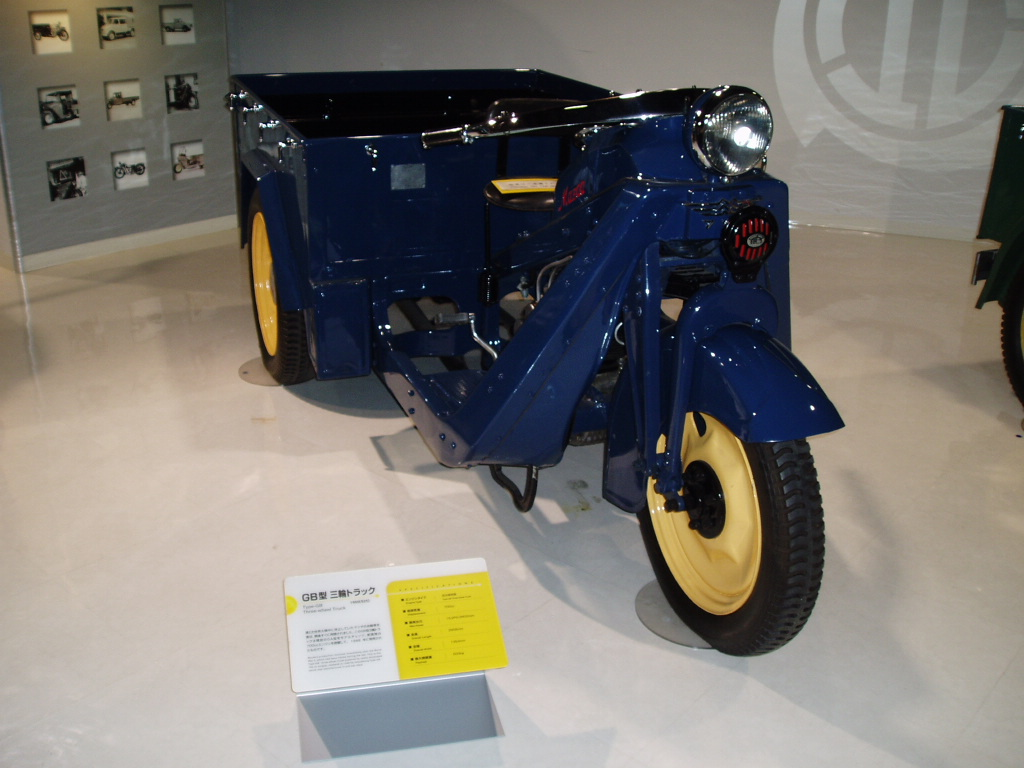
マツダ・GB型

1916年、大阪で前2輪・後1輪で前方に荷台を持つ自転車式貨物車（フロントカー）に、アメリカのＡ.Ｏ.スミス社製167ccエンジンキット「スミスホイールモーター」を装備した、大阪の中央貿易製『自動下駄（オートサンリン）』と大阪の中島商会製「ヤマータ号」が出現したのが、日本におけるエンジン付き3輪貨物自動車の最初と見られている。
しかし安定性や積載力を欠くため、ほどなく前1輪・後2輪のレイアウトに移行した。
1925年には自動車の車両規格が制定され、小型車の規格としては、幅員3尺（0.9m）、全長8尺（2.4m）、高さ3尺6寸（1.1m）、エンジン出力3.5馬力、変速機前進2段、最高速度16マイル/h、積載量60貫（225kg）などの条件が定められた。風防・屋根を持たない小型のオート三輪に適合する程度の大きさで、この規格で当局の審査を通過したオート三輪は無免許で運転可能となった。
前1輪・後2輪の後方荷台タイプで一定の完成度を伴った製品として市販されたのは、1925年頃に大阪のウエルビー商会（のち山合製作所）が製作した英国JAP製350cc搭載・200kg積の「ウエルビー号」が嚆矢とされる。
以降オート三輪の製造メーカーは商工業・自転車産業の盛んであった大阪地区を中心に、1925年の2社から、1926年8社、1927年16社、1928年35社と急増したが、初期はほとんどが中小零細メーカーで、生産体制の実態は町工場レベルのアッセンブリー生産であった。運転席の設計などは初期のものは自転車と自動二輪の応用・流用部分が多く、ハンドルは二輪車と同様の棒型のもの（バーハンドル）であった。エンジンは当初アメリカやイギリス、スイス製のオートバイ用輸入単気筒・2気筒エンジンが用いられ、シャシもオートバイとリヤカーの折衷的なパイプフレームで、強度上不利なローラーチェーン（使用中に延びや断裂を起こしやすかった）で後右片輪のみを駆動することで差動装置を省略していた。初期には後退ギアもなかった。
しかし、実用上の要請から改良が進み、差動装置・後退ギアの装備やシャフトドライブの採用、パイプフレームを止めて本格的なトラックとしての強度を持つプレスフレーム、チャンネルフレームへの移行、大排気量化や2気筒化など、1930年代中期までには既にオートバイとは全く異なる機構を持った貨物車両に進化していった。
エンジンも、1928年のJACエンジン（日本自動車、のちの日本内燃機製）出現以来、発動機製造（のちのダイハツ工業）などがイギリス製エンジンの流れを汲んだ空冷サイドバルブ単気筒・2気筒の実用に足るエンジンを国内生産するようになり、同時期に輸入エンジンへの関税が大きく上昇した事とも相まって、市場においては国産エンジンに大方が取って代わられた。まもなく有力エンジンメーカーはオート三輪生産に乗り出し、下位零細メーカーの淘汰が始まって、大手メーカー主導の体制が確立された。中小事業者からの需要の高まりを背景に販売網も整備され、1930年代後半には発動機製造「ダイハツ」、東洋工業「マツダ」、日本内燃機「ニューエラ」→「くろがね」の三大ブランドへの評価が定まっていた。この3社はシャーシ、エンジンとも規模の大きな工場で自社一貫生産でき、日本国内の広域にディーラー網を広げていたため、業界で突出した存在であった。
戦前、小排気量三輪車の運転免許は試験制ではなく許可制であったことで、その普及を促された一面がある。その当初は警視庁式の馬力基準で3.5馬力相当と見なされた上限350ccであったが、ことにオート三輪の積載能力に見合った動力性能を求めるメーカー、ユーザー の働きかけにより、1930年の改正で無免許小型車の上限は500cc（4ストロークのみ。2ストロークは350cc）に、全幅1.2m、全長2.8m、全高1.8mに拡大された。その後更に4輪車業界も働きかけを強め、1933年には750cc・4人乗りまでの無免許運転が認められた（これにより、従来運転者単座だったオート三輪に助手席を設けられるようになった）。
その規制緩和の効果は大きく、オート三輪市場では650 - 670cc級単気筒、750ccV型2気筒の自然空冷サイドバルブエンジンが相次いで投入され、市場での競争を促すことになった。経済性とメンテナンスの容易さ等で総合的に有利であった空冷サイドバルブ単気筒が1940年代後期までオート三輪エンジンの主流だったが、一部には水冷エンジン車も出現している。さらには前輪側面まで延長したフレームからジョイント付きシャフトを介して前輪を駆動する「前1輪駆動」のオート三輪が、中京地区の中小メーカー計3社から送り出されるなど、ユニークな発展も見られた。ただしこの期間、ドライバーが風雨にさらされるオープンタイプのサドル運転台、始動に熟練を要するキックスターターといったオートバイ並みのメカニズムを脱することはなく、風防・ドアの装備や、電動式セルフスターターの装備といった近代化は進まなかった。
大排気量の大型トラックのような、政府による軍用車としての用途を重視した積極的保護育成策がさほど為されず、むしろ無免許制度や許容排気量の増大といった規制緩和以外、監督官庁からの積極的関与は乏しい放任状態のままに「メーカーとユーザーの側からのボトムアップによる進化発展」が進んでいたことが、戦前日本のオート三輪の発達過程における特記すべき点と言える。価格は輸入の本格的な自動車に比べて1/2から1/3と廉価であり、この面でも当時のモータリゼーションの最底辺を支える存在であった。
戦時中は軍用に適したより大型の車両の生産が優先され、ごく小型で民需が主用途であったオート三輪の生産はほとんど途絶えた。主要な大手オート三輪メーカーは、設備を活かした別種の軍需生産に従事することになった。また戦時体制下の事業統制により、アッセンブリーメーカーに過ぎなかった零細企業はほとんど全てがオート三輪市場から撤退した。

## 戦後

### 興隆～最盛期（1950年代まで）

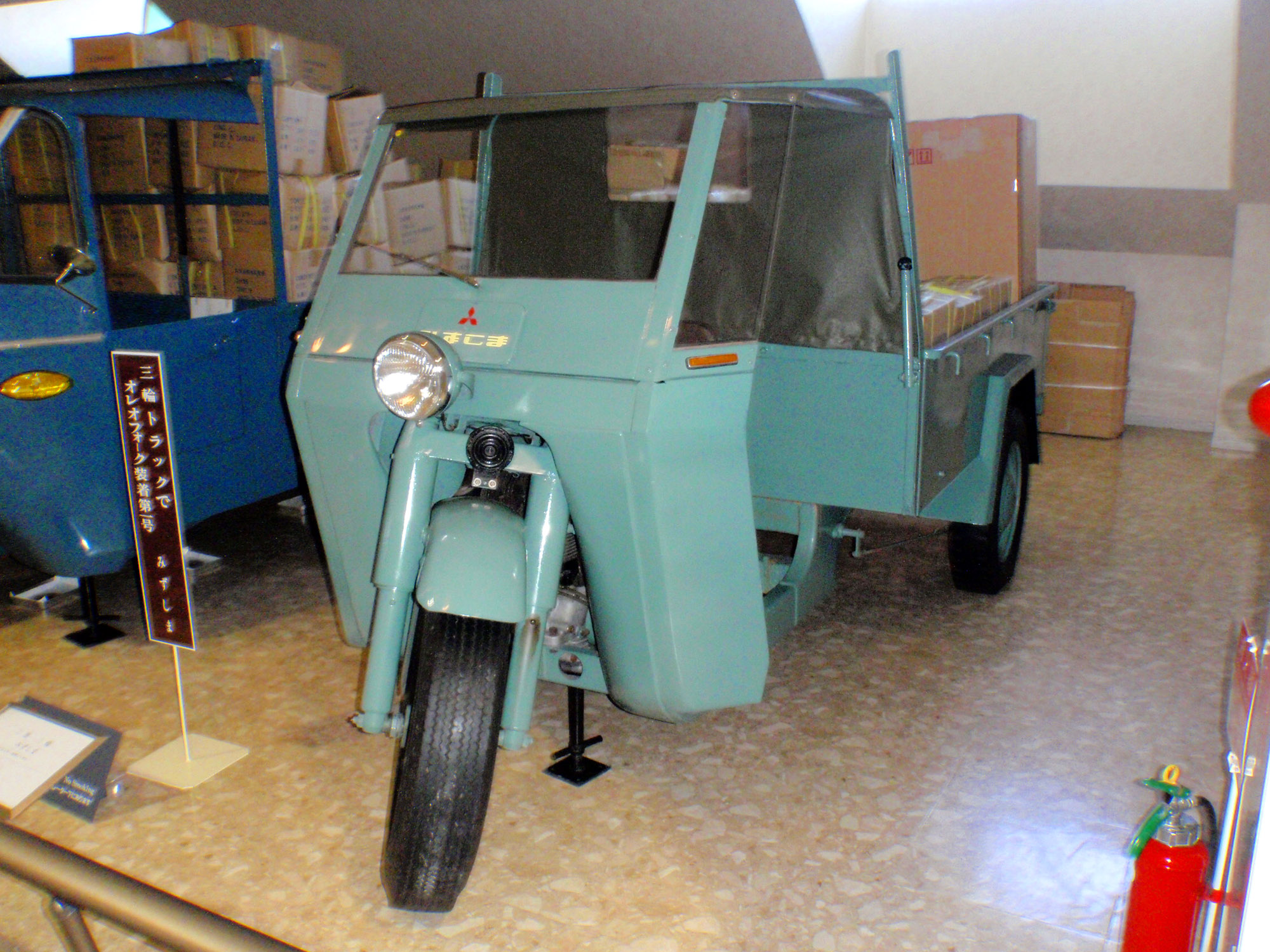
三菱・みずしま TM4型

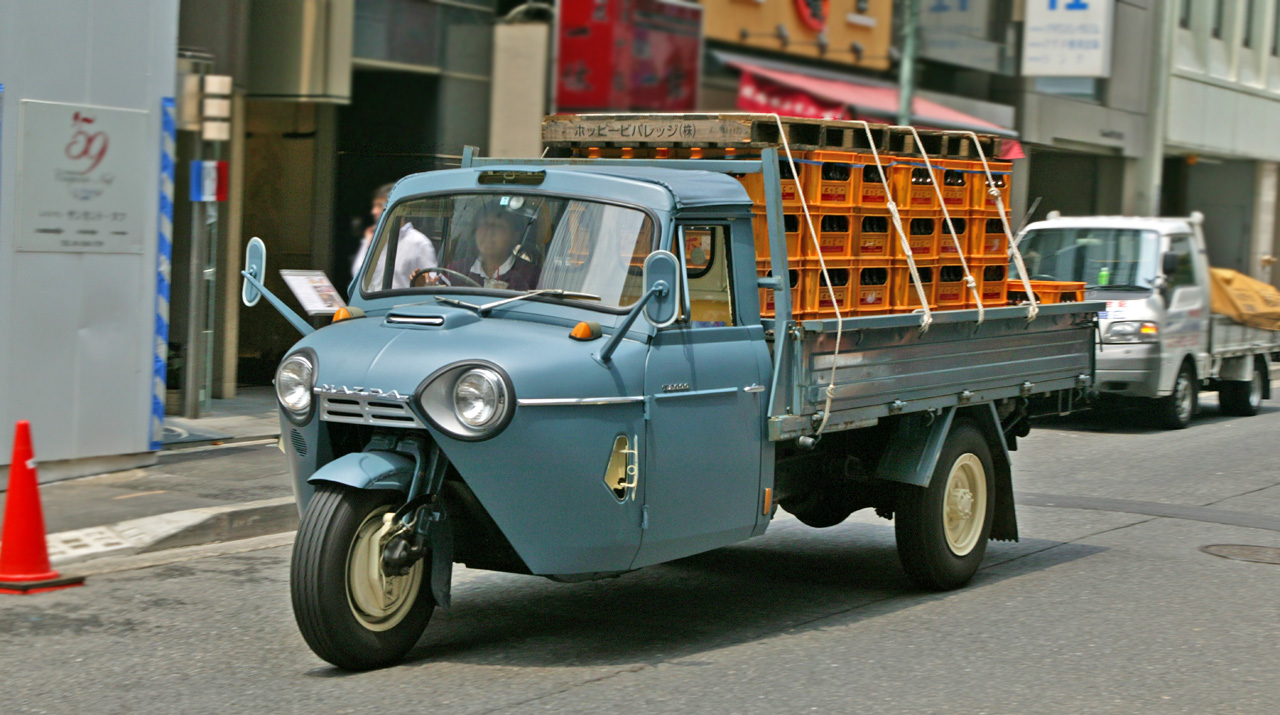
マツダ・T1500

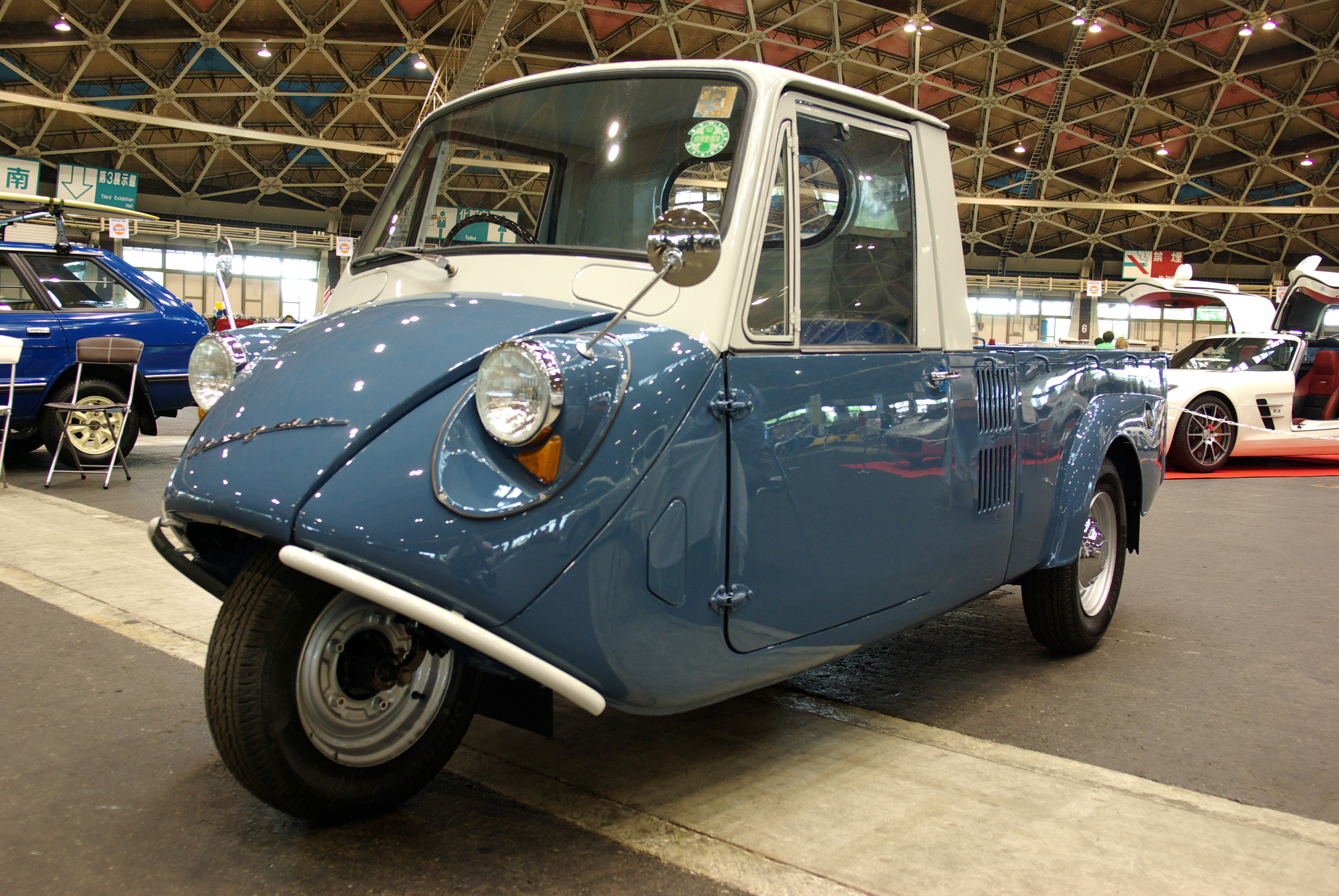
マツダ・T600

戦後、トラック生産が再開されると、廉価なオート三輪への需要も復活した。零細メーカーは戦時体制下の統制でほぼ淘汰されたが、戦前からの三大大手メーカーに加え、終戦で市場を失った航空機産業からの転入企業（中日本重工業・愛知機械工業・明和自動車工業・三井精機工業など）が多く参入し、新技術の導入と合わせて市場を活性化した。
1950年代にオート三輪で顕著となったのは、エンジンと車体全体の大型化であった。
戦後の1947年3月、内務省管轄の「自動車取締令」の改正により、小型自動車の無免許優遇措置は廃止される一方、排気量制限は三輪車1000cc、四輪車1500ccに拡大され、更に同年12月に改めて制定された運輸省の「車両規則」により、小型三輪車も四輪車同様の最大1500ccまで排気量増大が許容された。

#### 昭和20年代後期のオート三輪の巨大化
戦後1949年まではオート三輪について公定価格が設定されており、また燃料供給事情も良くなかったことや、戦前形の設計から大きく飛躍したモデルへのニーズがまだ薄かったこともあり、エンジン排気量や車体大型化はさほど顕著でなく、エンジンの主流も戦前以来の700cc前後の単気筒型が占めていた。
しかし、ドッジ・ライン以降の不況下でオート三輪の公定価格制は1949年10月に終了、以後各社間の自由競争時代へと突入する。そして1950年6月に勃発した朝鮮戦争に伴い、日本はいわゆる朝鮮特需による好況転換で中小零細企業までが一気に活況を呈し、末端の輸送手段としてのオート三輪への需要が高まった。時を同じくして燃料供給事情も急速な改善へと向かった。
また1951年7月施行の「道路運送車両法」で、オート三輪については、通常の四輪車と異なり、車体幅や車体長、さらには排気量について制約が撤廃された（監督官庁に「オート三輪は軽便車両」という先入観があり、四輪トラックほどの大型化を予想していなかった事情がある）。
同時期の世界的な四輪トラック市場は、1940年頃まで2t積み以下が主流だったところ、戦時中～終戦後にかけての輸送需要増大を受けて大型化が急激に進んでいた。モータリゼーションの遅れた日本でも、主要メーカーの大型トラックは戦前の1.5t～2tクラスが大型化、戦時中からは4tないし5t積みが主流になった。結果、750kg積み以下の在来型オート三輪との間、1～2ｔ級トラックの市場が空白化したが、主要な四輪トラックメーカーのこのクラスへの対応は1t積み車の展開がせいぜいで、全般に立ち遅れていた。ここにユーザーの新たなニーズが生まれ、サイズの「たが」が外れたオート三輪の割り込む余地が出現したのであった。
こうして1952年以降のオート三輪は巨大化・長大化が一気に進んだ。制約は排気量に応じた荷重のみであり、750cc車は1952年以降従前の500kgから750kg積みへ、1000cc車は1ｔ積み、1200cc車が1.5t、1500cc車が2tとなった。末端ユーザーはその規格も無視して過積載したが、メーカー側も過積載を折り込んでシャーシ強度を確保していた（そもそも過積載に耐えられなければ市場で認められなかった）。戦後しばらくのオート三輪で主流であった750kg積み車の市場比率は1952年の58%から、1957年には9%まで下がり、一方で1952年以降1955年度まで1t積み車の比率は50%～55%の高率になり、2t積み車は1952年の2%が1957年には同年の1t積み車と同等の38%に達した。
1953-54年には、幅1.9m級、全長6m弱、荷台13尺（約3.9m。戦後もしばらくの間、一般社会には尺貫法が根付いていたことから、トラックの荷台長は顧客向けの案内では尺単位で表現されることが多かった）という、サイズの上では上位クラスの4輪トラックを上回るような2t 積みのオート三輪が各メーカーから続々と出現する事態が生じた。エンジンについては大排気量化によるコストアップが厭われたことや、オート三輪で一般的であった単気筒ないし2気筒エンジンでは1500ccを超える大排気量化に適さないという事情もあり、車体ほどの大型化は生じなかった。エンジンに至るまで小型車の枠外で製造された普通三輪トラックは、高知県の高知自動車工業で4輪トラックの改造により限定生産されていたトクサン号のみである。
オート三輪はこうしてあまりに際限なく野放図に巨大化したため、当時の運輸省は1955年に至ってようやく「小型自動車扱いのオート三輪は、現存するモデル以上の大きさにしてはならない」と歯止めを掛けることになる。この運輸省通達が出た時点で、小型自動車扱いのオート三輪は最大例で、全長6.09m、幅員1.93mという米国のフルサイズバンに匹敵する度外れたサイズに達していた。オート三輪は元来軽便な貨物車であるという性質もあり、ほぼ全てのオート三輪メーカーは排気量抑制で小型車規格扱いとなるような車種設定に徹していた。

#### 技術改善
装備の面でも充実が進んだ。1947年以降、運転台幌や前面窓の装備が始まり、1951年以降はオート三輪の運転を難しくしていたキックスターターに変わってセルスターターの装備も開始された。変速機も従来の3段式に代わり、荷重増大や高速化に対応した4段式が徐々に主流となった。1951年に開発された愛知機械工業「ヂャイアント・コンドル」は2灯ヘッドランプと丸型ハンドル（ステアリング・ホイール）、水冷水平対向エンジンをベンチシート下に収納したクローズドボディを実現して、居住性の水準としては四輪トラックに並んだ。しかし他社がこの流れに本格的追随するのは1950年代中盤以降である。
1950年代中期までのオート三輪エンジンは、軽量化やコストダウン、粗悪ガソリンへの適応性等の見地により、空冷の単気筒ないしV型2気筒が主流であった。しかし、そのメカニズム面では側弁式（SV）から頭上弁式（OHV）へのいち早い移行、点火時期自動進角装置、油圧調整タペット、シュラウド（導風板）付強制空冷方式、サーモスタット付冷却ファンの採用など、排気量や気筒数以外は同時期の日本における小型四輪車用エンジンよりもむしろ進んでいた。
丸ハンドルの普及でサドル型の運転席が廃止されると、1950年代末期からマツダとダイハツは水冷直列4気筒ガソリンエンジンを導入したが、これは同時期に生産を開始した四輪トラックとの共用を意識したものである。この頃になると1959年の小型車排気量枠拡大の影響で、オート三輪にも2000ccエンジン搭載車が出現、シフトレバーも横3人乗車を可能とするコラムシフト方式が取り入れられるようになった。
なお、オート三輪車へのディーゼルエンジン搭載は、改造シャーシで作られていた高知自動車・トクサン号の一部にいすゞ製エンジンが積まれた事例のほか、ダイハツの最終型オート三輪・CO型がモデルライフ末期の1967年にディーゼルモデル・DO13T（2.27L・65PSのDE型エンジン搭載）を発売している。しかし、2L級の小型高速ディーゼルエンジンが日本で商用車向けに広く普及し始めたのは1960年代中期以降で、オート三輪市場の衰退後に当たり、ディーゼル三輪車は一般化しなかった。

### 衰退期（1950年代末期以降）
1940年代 - 1950年代の日本におけるモータリゼーション黎明期には、簡易な輸送手段として隆盛を極めた。多くの業種で使われたが、同程度の大きさの四輪トラックよりも格段に小回りが利くことから、特に狭隘な市街地や、林道での材木運搬では重宝されたといわれている。たとえ国道といえども、地方では擦れ違い困難な未整備の狭隘路、屈曲路が珍しくなかった時代、その機動性は大いに好まれた。
オート三輪が林業用途などで生き延びた一因は、旋回半径が小さいことに加え、悪路での駆動力が失われ難い点にもあった。FRが一般的な四輪トラックでは前輪の真上にエンジンを搭載しているため、空車状態において後輪と比較して前輪が重くなる傾向があることから、前輪と後輪がねじれの関係にあると後片輪が浮き上がりやすく、差動装置の意図せぬ効果によって空転することがあった。これに対して前1輪型のオート三輪は構造上ミッドシップが多く車輌の重量を3つの車輪に均等に配分しており後輪が路面追従しやすいため、路面ねじれの程度によっては簡便な四輪駆動車をも上回る踏破性を発揮し、急旋回時に前輪軌跡が大きくずれない三輪の特徴は屈曲不斉路で重宝された。
しかし、自動車交通の高速化に伴い、カーブでは転倒しやすく、高速走行に不向きなこと や、居住性の悪さが敬遠されるようになる。さらにはメカニズムが高度になり、内外装のデラックス化が進むにつれ、四輪トラックとの価格差が縮小して、市場での競争力を欠くようになった。これでは敢えて三輪とする意義が薄くなってしまったのである。また1965年の三輪車運転免許の廃止も、オート三輪に対して不利に働いた。
この間、1953年の朝鮮戦争休戦後の反動不況時には、オート三輪業界にも、営業力に劣る準大手・中堅メーカーの凋落と、これに伴う上位メーカーへのシェア移行が生じた。更に1950年代中期以降は、トヨタ自動車のSKB型トラック「トヨエース」(1954年)に代表される廉価な大衆向けの4輪トラックとの競合に伴い、下位のオート三輪メーカーの撤退・転業や倒産が相次ぐようになる。これらの過程で敗退した下位メーカーには、より大手のオート三輪メーカーや四輪車メーカーの傘下に入って下請けとなり、やがて吸収された事例もあった。
例えばくろがね出身者による分派企業で「サンカー」を製造した業界最下位の日新工業は社名を変えながらも1956年までに撤退、川西航空機系で「アキツ」を製造した明和工業は自社製品の生産を中止してダイハツ車生産の請負からやがては吸収に至っている。水冷車「ヂャイアント」を手掛けた愛知機械工業は最終的に自社ブランドを捨てて日産傘下となり、柳宗理の曲面デザインを採用した「オリエント」を製造した三井精機工業は1963年でオート三輪から撤退し、日野自動車の下請けからやがては自動車製造自体を撤退している。その中でも「くろがね」のメーカーとして業界の名門であった日本内燃機が朝鮮戦争後に経営低迷・東急傘下でのオオタ自動車工業との合併で東急くろがね工業となりながらなおも経営迷走が続き、ついに倒産して日産自動車傘下の日産工機となったことは、敗退組メーカーの末期の混乱を示す代表的な事例である。
残存したオート三輪メーカーの多くは、「4輪トラック」を生産の主流に切り替えるか、後述の軽3輪トラックの生産に活路を見出し、やがて「軽4輪トラック」等に転業するかの道を辿った。最後までオート三輪市場に残った大手2社の三輪撤退は、ダイハツが1972年、東洋工業が1974年である。

## 軽3輪トラックブーム

### 軽3輪トラックの出現

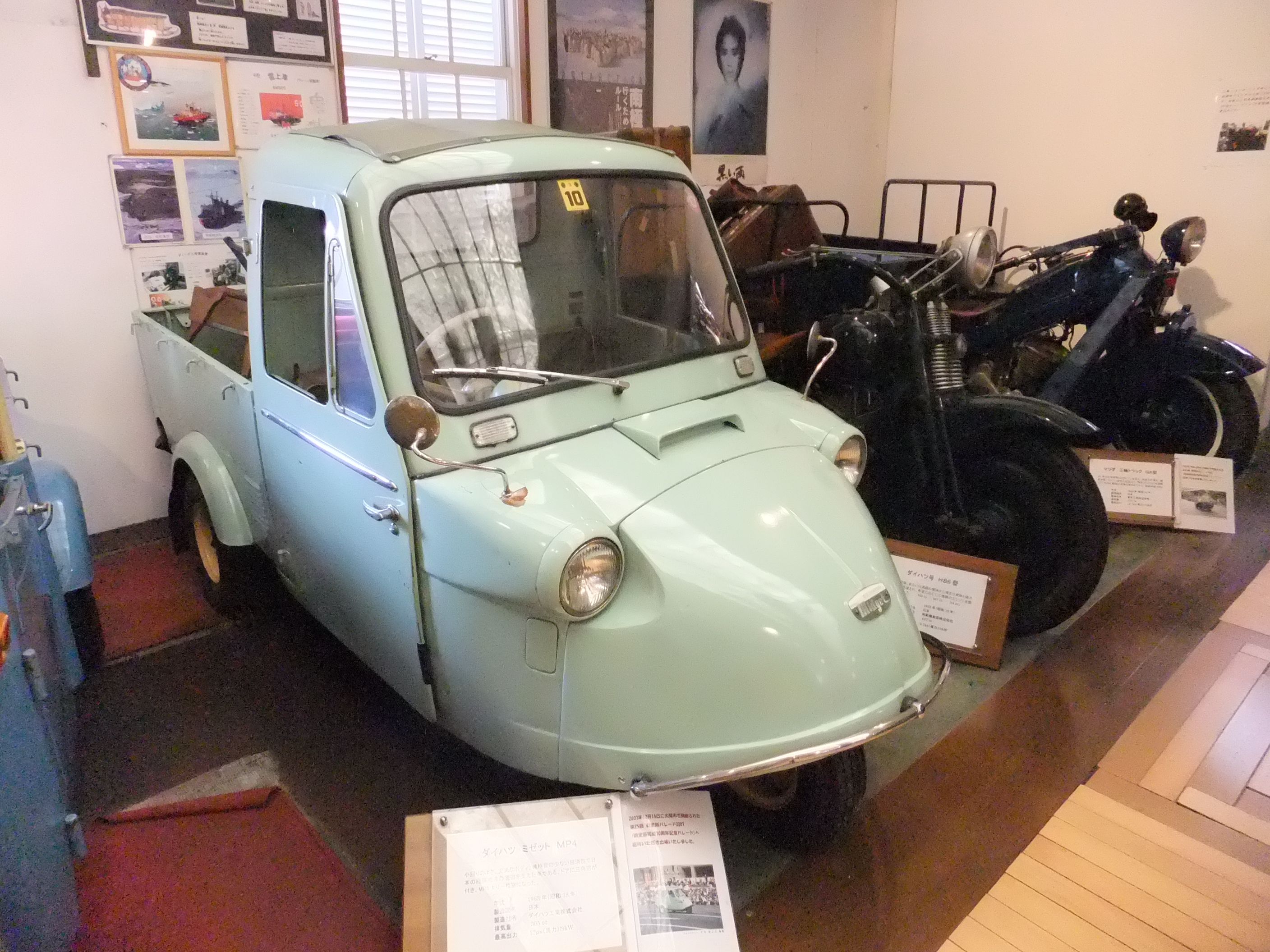
ダイハツ・ミゼットMP4
後期型。2012年5月撮影

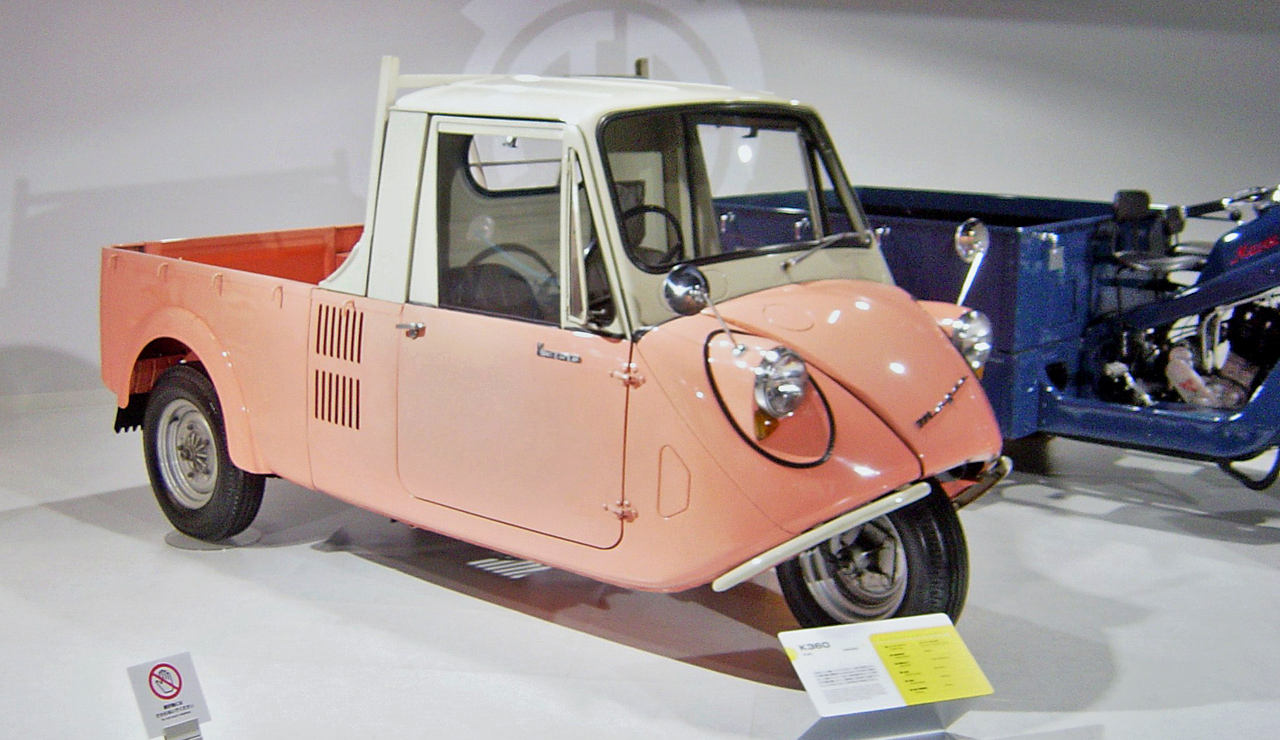
マツダ・K360 2005年2月撮影

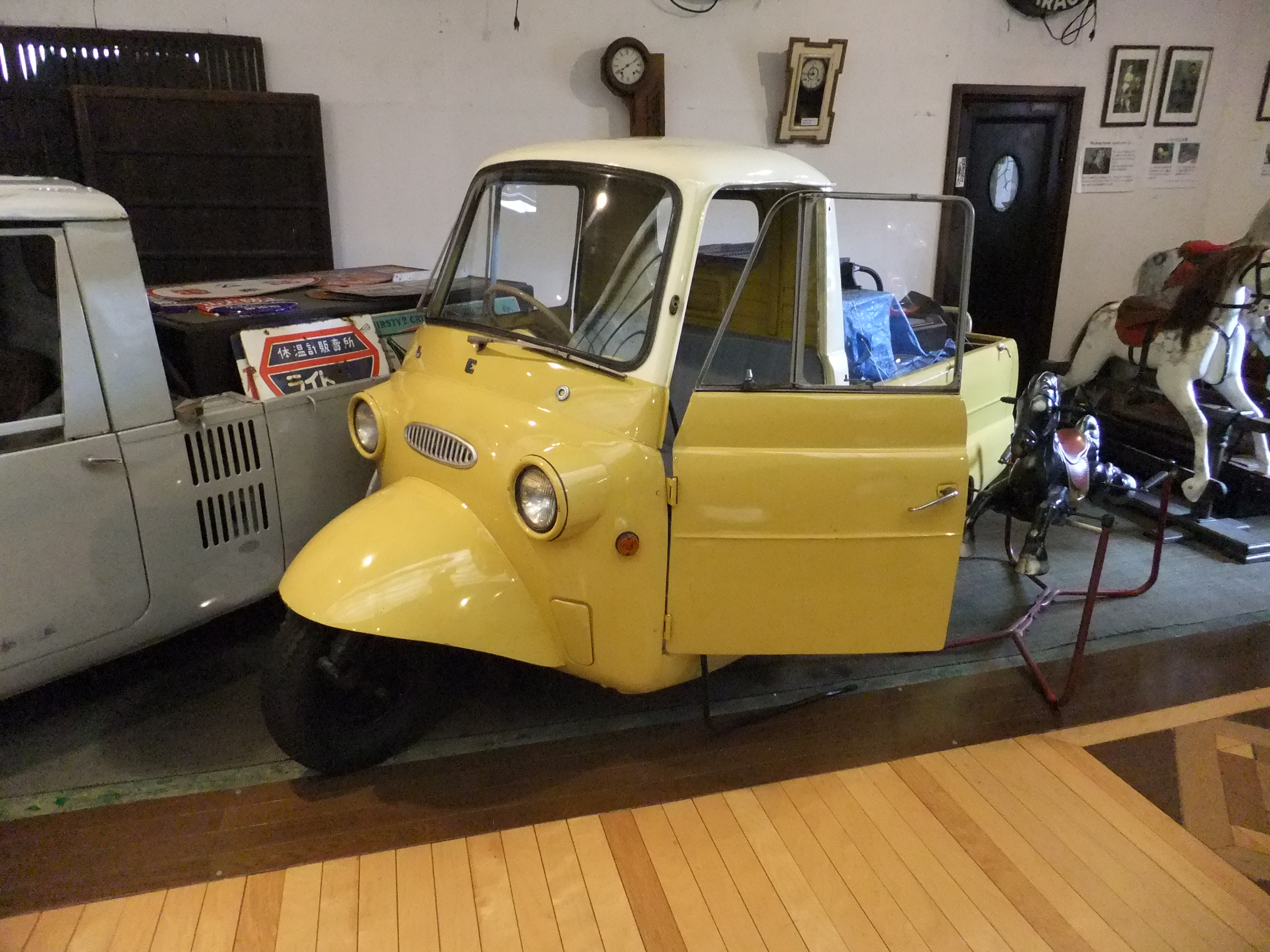
三菱自動車・レオ

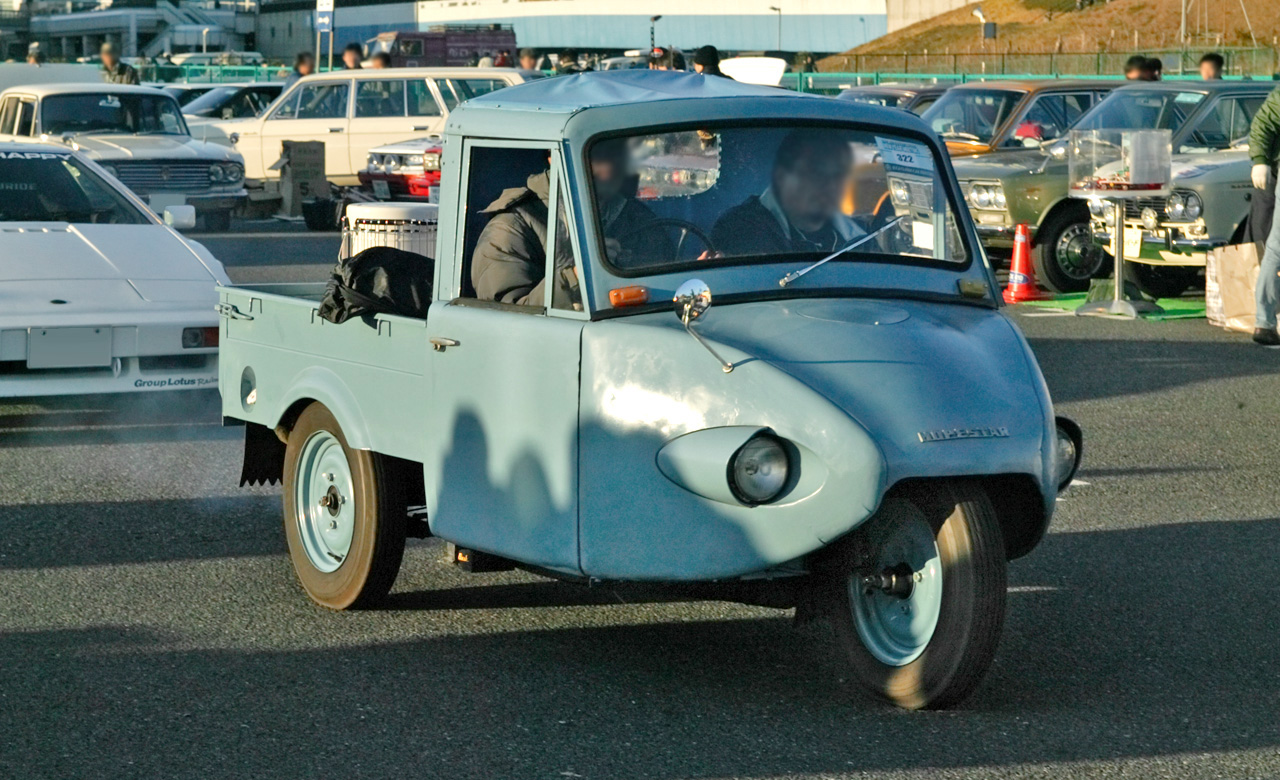
ホープ自動車・ホープスターSM型

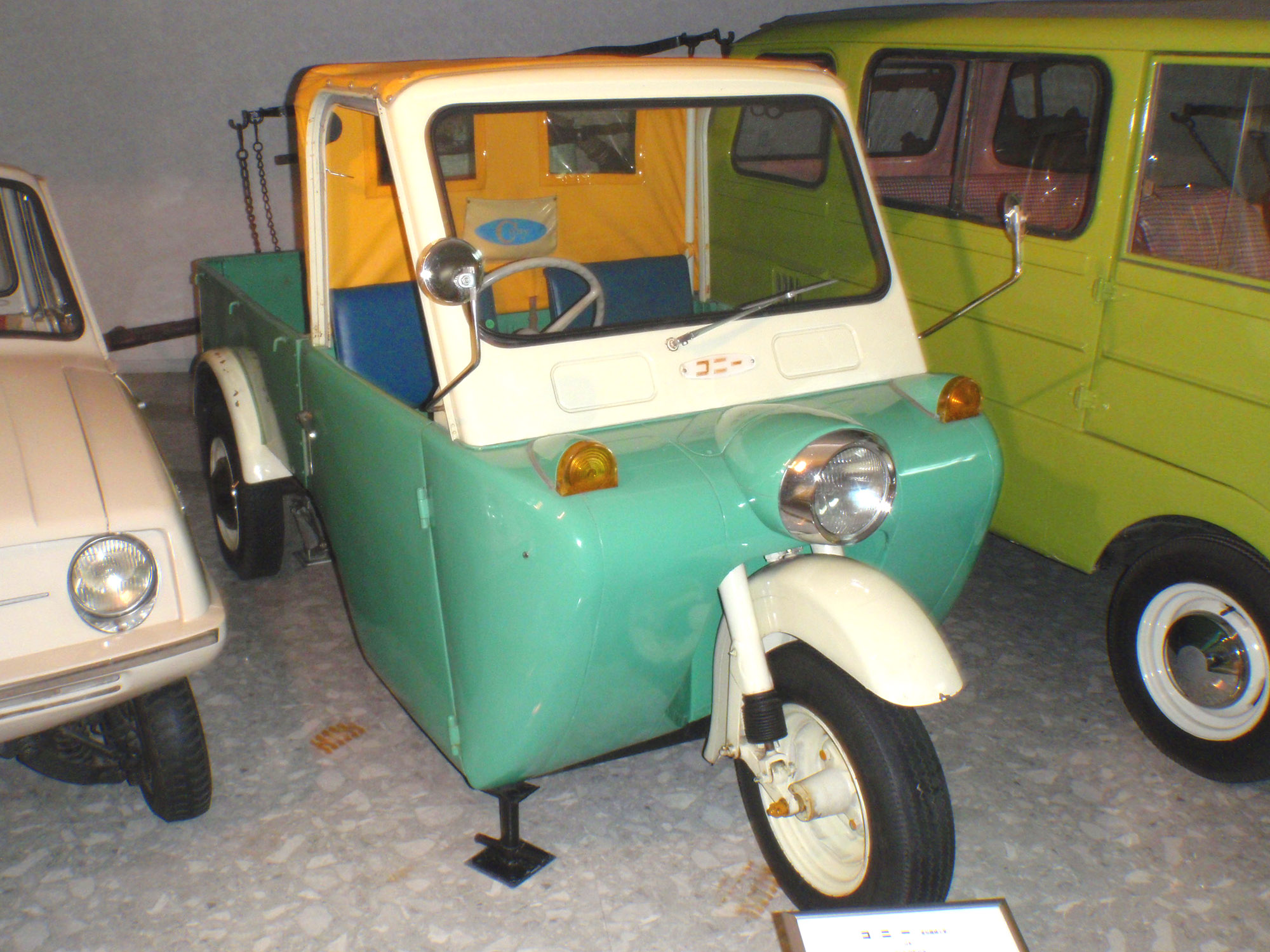
愛知機械工業・コニー AA27型

小型車規格のオート三輪市場が最盛期を迎えていた1950年代前半、1949年に制定された軽自動車の幅員規格拡大に伴い、軽自動車規格のオート三輪が市場に誕生した。もともと当時の軽自動車枠は2輪ないし3輪の小型車を想定したものであり、1924年に制定された戦前の無免許小型自動車規格(排気量最大350ccまで)とも類似した、この種の簡易な小型車両に適合するカテゴリであった。
最初の事例は1952年の大宮冨士工業（のち富士重工業に合併）の「ダイナスター」で、同系列の富士自動車工業製「ラビットスクーター」のコンポーネンツを利用したものであった。また同年に兵庫県西宮市の光栄工業が開発した「ライトポニー」は、前1輪とエンジン回りのドライブトレインを1つのケースに収め、無動力の小径2輪を装備した軽量構造の荷台部分を牽引させる設計で、操向時にはエンジンごと前輪が旋回するという特異な構造の前輪駆動車であり、少数の特殊事例に終わった。
続いて1953年以降、ホープ自動車をはじめとする中小・零細の新興メーカー・既存機械メーカーが細々と参入したが、技術面では、より大型のオート三輪を縮小した設計で、耐久性の高い構造を備えるホープ自動車の「ホープスター」が先進的存在であった。
軽オート三輪の開発では、ホープ式に大型車の縮小設計を用いるか、軽量二輪車をベースに拡大発展させるかの2パターンがあったが、後者の例は初期の「ダイナスター」や浜松市の零細メーカー・相生モータースの「スパーク」(1954年)など僅かに留まり、簡易構造の脆弱さが酷使に適さなかったために市場から早く脱落した。
またホープの亜流である堅実な大型車縮小タイプとしては「クノマック」(1954年　石坂商店)、「ムサシ」(1956年　旧中島飛行機系の三鷹富士産業)、「ヤシマ」(1957年　八州自動車製作所)などがあったが、量産能力や販売網に問題を抱えて成功には至らなかった。生産台数もある程度の規模を持てたホープ以外は少数で、この市場を大きく広げるまでには至らなかった。部品も既存製品のパーツ流用によるアッセンブリー生産が多く、発展には限界があった。
小型オート三輪が同クラス4輪車に圧迫され始めた時期、オート三輪業界をリードしていた有力メーカーであるダイハツは軽オート三輪の伸長に目をつけ、このニッチ市場への参入を計画した。同社が1957年に発売した「ミゼット」は、既存大手メーカーらしく酷使に耐える十分な耐久性を持たせながら、その資本力によって部品のほとんどが専用設計とされており、ホープスターなどの先発製品よりも軽易に扱え、しかも廉価であった。完成度の高さに加え、既存販売網とテレビコマーシャルの活用でミゼットは大ヒットする。
ミゼットの成功は、既存オート三輪メーカー各社に著しい刺激を与え、以後1959年までに各社はこぞって軽3輪トラックを発売、爆発的なブームとなった。
小型3輪トラックのブーム期であった終戦後混乱期とは異なり、1950年代後半ともなるとインフラが整い、規格を満たしたガソリンの安定供給にもある程度の見通しがついたことから、各メーカーはエンジン技術でも様々な試みを行っている。バリエーションは多種多様で、排気量は300ccから360ccの範囲内であるが、クランクケース圧縮式2ストロークやOHV4ストロークの単気筒だけでなく、3輪/4輪両用に開発された直列2気筒、バイク用類似のV型2気筒も存在した。
一見百花繚乱の商品の充実振りであったが、同時期の小型3輪トラックの終焉と並行し、軽3輪トラックはほどなく、同じように後発の4輪軽トラックに追われることになる。小型3輪とは異なり、（軽自動車枠の縛りのため）大型化や極度なデラックス化には至らなかったが、ホープやミゼットを上回る設計としてドア付き密閉式キャビン・丸ハンドル・並列2座席構造を採用することが常識化した（先発両車も同様にグレードアップした）。だがドアの追加と並列2座化に伴い、単座オート3輪のような軽便性は上位の小型3輪同様に失われ、4輪車のように効率的なフルキャブオーバー構造を採れない3輪車の弱点（構造上セミキャブオーバーにせざるを得ず荷台が短くなる）が、軽自動車規格による制限を受ける軽オート3輪で顕在化した。

### 軽4輪の登場と軽3輪の衰退

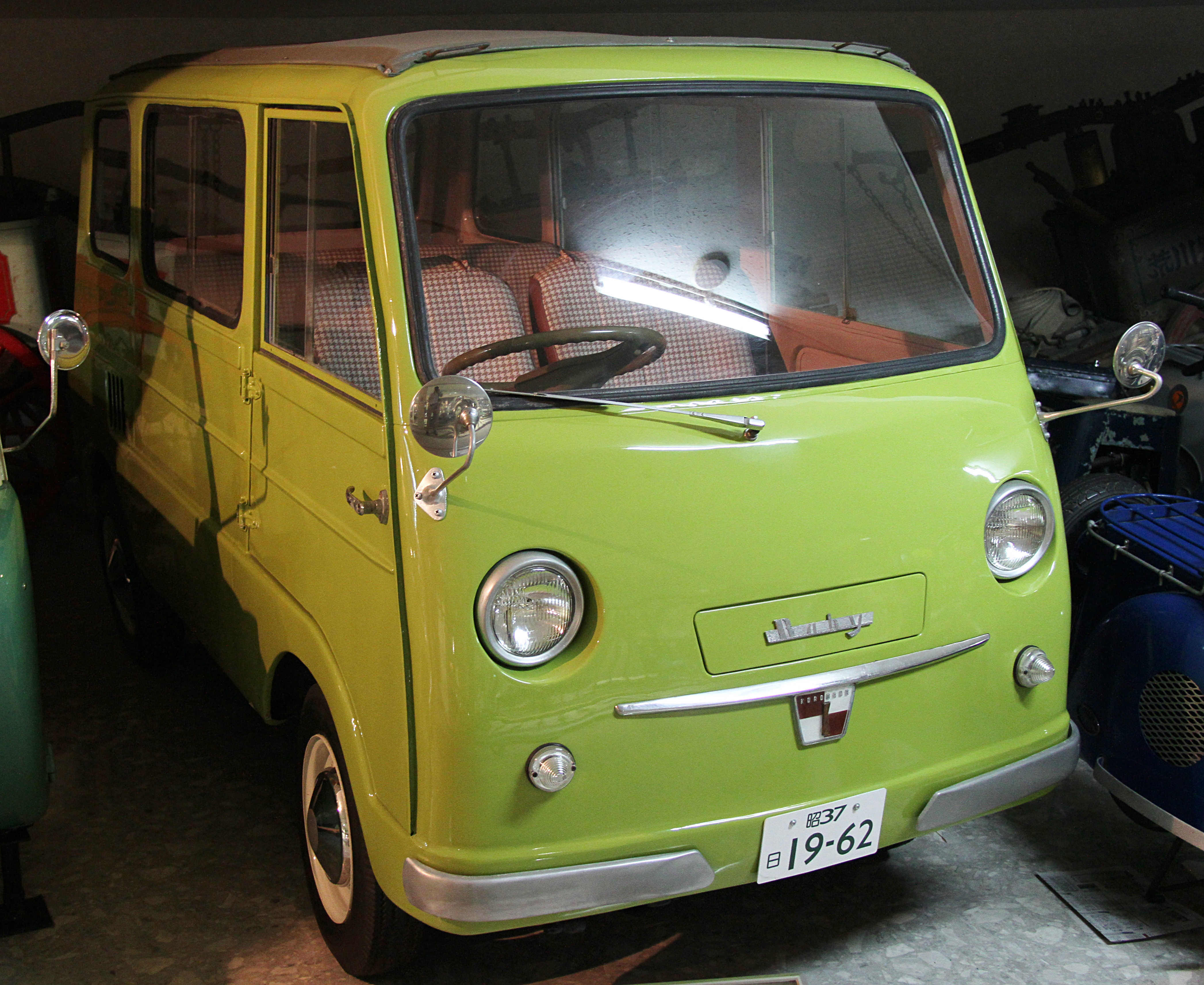
東急くろがね工業・ベビー

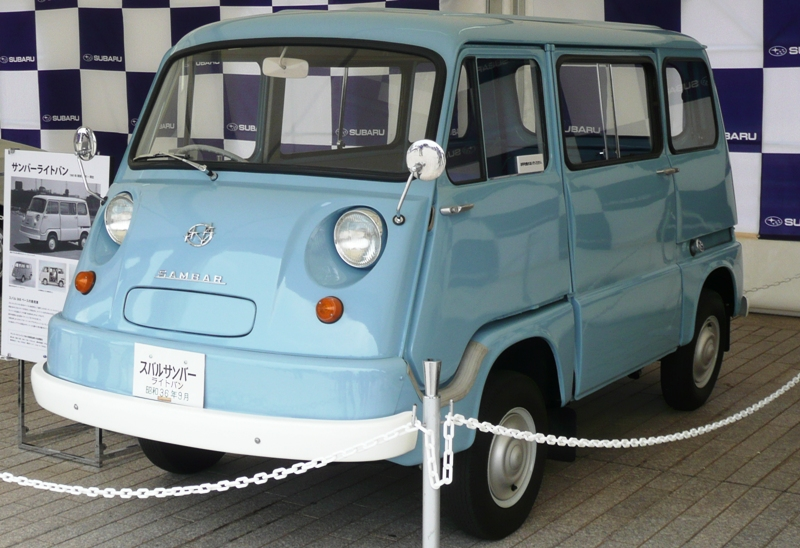
スバル・サンバー

オート三輪メーカー各社の中で唯一軽3輪に手を出さなかった東急くろがね工業はいち早く、1959年にキャブオーバー式4輪軽貨物車「くろがね・ベビー」を発売して短期間だが成功を収めた。そして、本格的な4輪軽乗用車の「スバル・360」を1958年に発売していた富士重工（現・SUBARU）は、乗用車のドライブトレーンをベースとした完全な貨物車仕様のモデルを模索、1961年にキャブオーバー式の「サンバー」を発売して（当時としては）小型乗用車同様の快適性と高い耐久性から、先発のくろがね・ベビーを駆逐するほどのヒット作となった。積載性、操縦安定性、ドライバビリティ（運転性）で軽4輪が軽3輪を凌駕していることは、実用上も明白であった。
このため、非常に短期間にピークを迎えた軽3輪トラックブームは、1960年代に入ると完全な終焉に至った。既存の軽3輪メーカーのうち、上位メーカーは軽3輪の技術を活かして4輪モデルを早期開発、市場に投入することで転身と生き残りを図った。技術的、あるいは経済的理由から“スバルに匹敵する”4輪車を生産・販売する余裕のない新興や中小のメーカーは、ほとんどが1960年代前半に軽自動車生産から早期撤退ないし倒産、1970年代初頭時点で最終的に独立したブランドを持つ自動車メーカーとして生き残ることができた元オート三輪メーカーは、ダイハツ、東洋工業（現マツダ）、三菱自工のみであった。
軽3輪トラックのメーカーは1960年代中期以降、小型オート三輪同様にダイハツと東洋工業のみとなった。最後の2社が軽3輪から撤退したのは、東洋工業が1969年、ダイハツが1972年である。
このように非常に短期間に終わった軽3輪トラックブームであったが、既存車が比較的後年まで現存し、1970年代 - 1980年代生まれの世代にも馴染み深いこと、また現在においても小型オート三輪に比べて残存率が高く、後の世代の人々も目にする機会がある こと、『稲村ジェーン』や『ALWAYS 三丁目の夕日』、あるいは『こちら葛飾区亀有公園前派出所』等の1960年代 - 1970年代前半を懐古的に描いた映画や漫画等に頻繁に登場することなどから、一般にも「オート三輪」の名から軽3輪トラック（ことに「ミゼット」）をイメージする構図が生じている。
以降、「軽四輪トラック」・「乗用三輪運搬車」が担うようになった。なお発売された主な軽3輪トラック車種は以下の通り。
オートバイをベースに開発された軽3輪トラック
- 光栄工業 - ライトポニー
- 富士重工業大宮製作所 - ダイナスター
- 富士重工業 - ラビットT75
- 相生モータース - スパーク

軽自動車として新設計された軽3輪トラック
- ホープ自動車 - ホープスター 53年型・SU型・SY型
- 石坂商会 - クノマック
- 三鷹富士産業 - ムサシ
- 八州自動車製作所 - ヤシマ

ミゼット登場以降の軽3輪トラック
- ダイハツ工業 - ミゼット
- マツダ - K360
- 三菱自動車 - レオ
- 三井精機工業 - ハンビー
- 日野自動車 - ハスラー[注釈 10]
- ホープ自動車 - ホープスター SM型・ST型
- 愛知機械工業 - コニー AA27型

## 三輪型農民車
三輪型農民車は、オート三輪を元にして制作された農業用の乗用三輪運搬車。主にマツダやダイハツのエンジンやフレーム部品を流用し、農業用運搬車として製作した物。主に地方の鉄工所が製作していた。主なメーカーと車種は以下の通り。
- 笠田鐵工所（和歌山県）- かつらぎ号
- 宮崎鉄工所（山梨県）- ミヤサキ号
- 宮崎鉄工所（長野県）- 宮崎式農民車
- 佐藤鉄工所（長野県）- サトウ式三輪型農民車

その後、オート三輪が製造されなくなったのを受け、自社開発の乗用三輪運搬車を製作し始めた。
- 稲田農機（現:イナダ[8]）- イナダえびす号
- 福本ボデー（現:F.B Bison[9]）- FUKUMOTO動力運搬車
- 河島農具製作所[10] - カワシマ動力運搬車
- 山口農機製作所（現:ウインブルヤマグチ[11]）- ヤマグチ動力運搬車
- その他、筑水キャニコムやヤンマー、クボタなど大手メーカーも製造・販売していた。

その後「乗用四輪運搬車」が担うようになった。

## 乗用

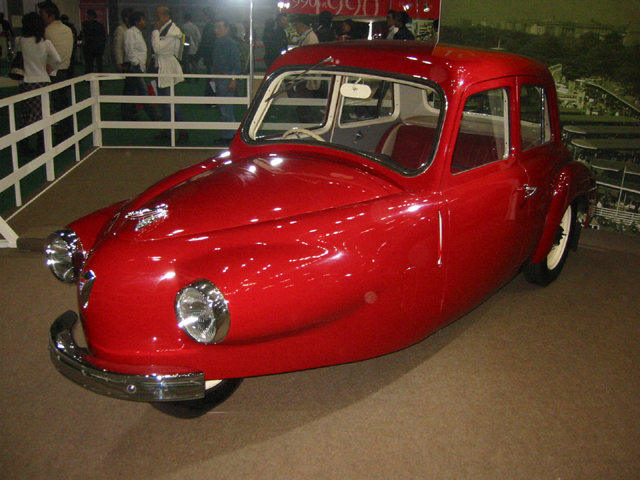
ダイハツ・ビー

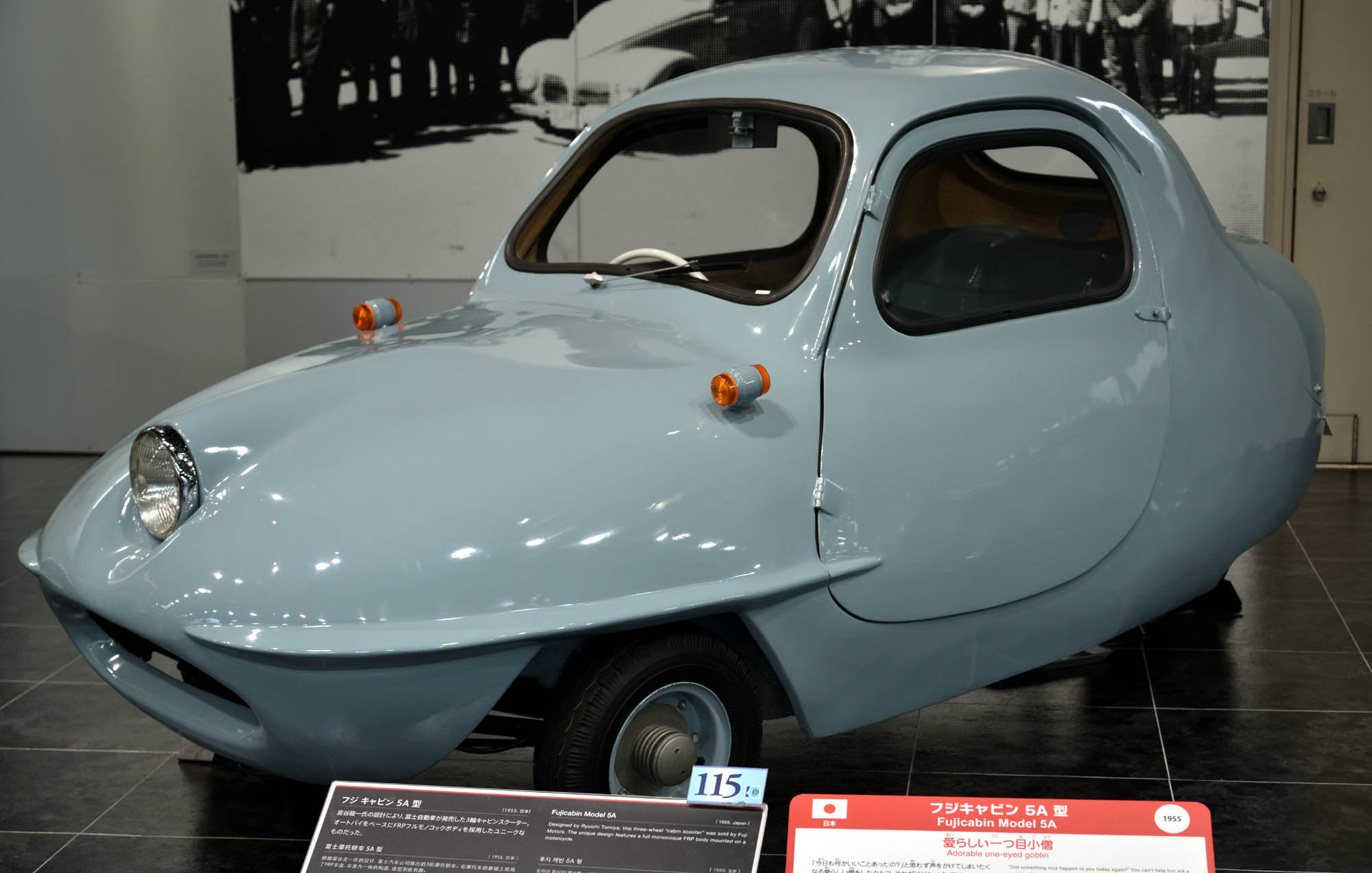
富士自動車・フジキャビン

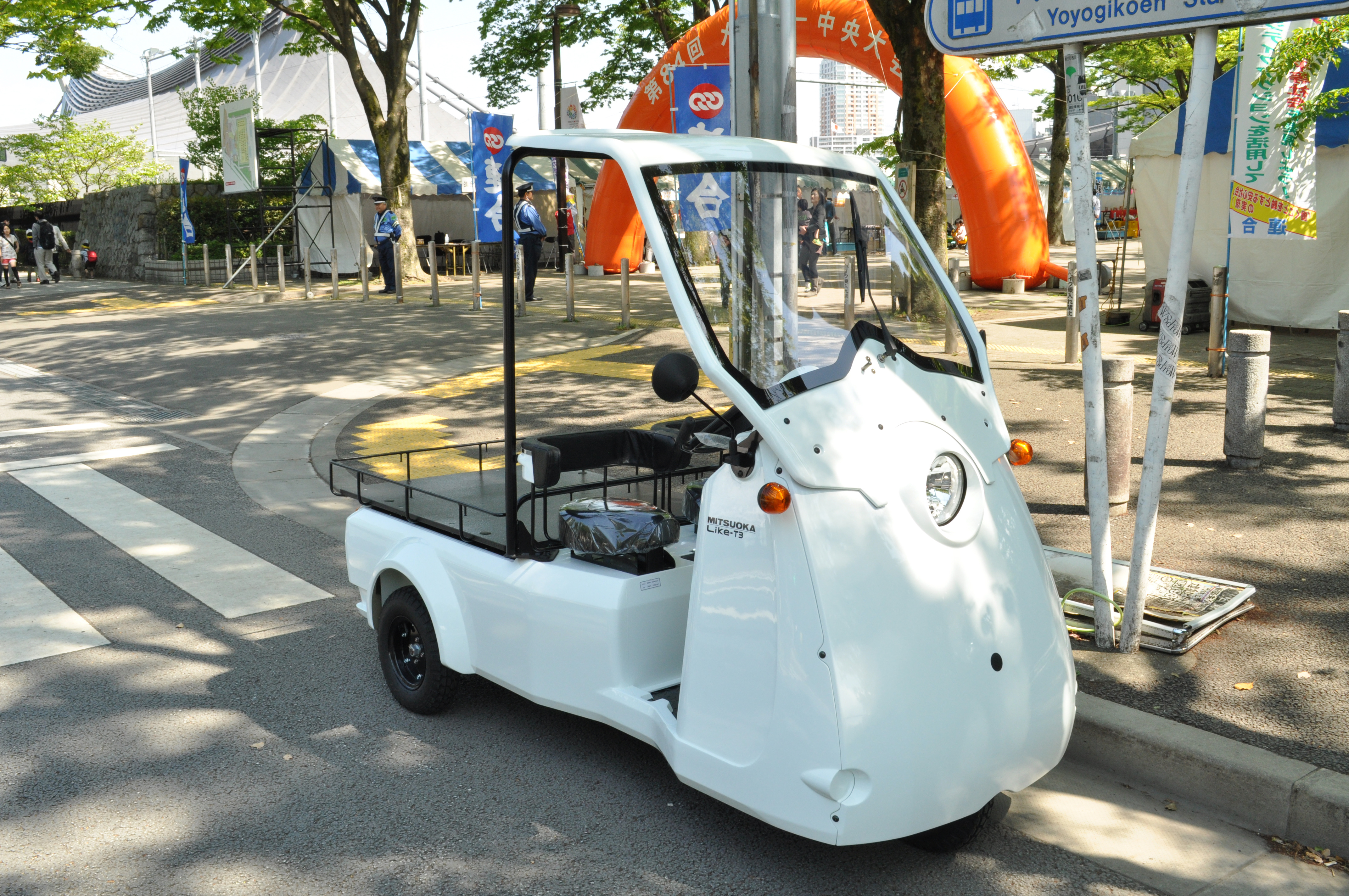
光岡自動車・ライクT3

日本では、1920年代に少数ながら三輪乗用車が製造された事例はあったが、市場において2名以上の定員を持つ「乗用車」として本格的に設計された自動車の成功例はない。1950年前後に、代用タクシーとしてオート三輪トラックのシャシ後部に複数定員を収容できるキャビンを架装した例もあるが、一時的な代用車であって、1950年代中期以前に廃れている。
前1輪型の3輪車としてはほぼ唯一の本格的乗用車だったダイハツ「Bee」(1951年)は、十分な完成度を極めないまま量産を断念された。これは乗用車専用シャーシのリアエンジン車で、一般にはオート三輪の範疇に含まれていない。
1950年代前半の日本では3輪・4輪を問わず、一般家庭が乗用車を所有する水準のモータリゼーションへの発展には時期尚早であり、この頃試作された4輪軽乗用車もほとんどは日の目を見ることすら出来ずに中止されている。本格的な商品性と実用性能を伴った大衆向けの軽乗用車実現は、前述のとおり1958年の4輪車「スバル・360」まで待たなければならなかった。
このようなモータリゼーション黎明期には、オート三輪でもドライバー以外に乗員1名が乗車できる程度の補助席(丸ハンドル付きクローズドボディが出現してからは助手席が2名に増加した例もあった)が存在するだけでも、大衆の実用感覚では乗用車の代用として通用していた。更には、貨物車の荷台にまで大挙乗り込んでしまう、後年の感覚では極めて危険な行為も、日常的な移動手段の一策としてまかり通っていた実情があった。
後年になって道路交通法の改正により、貨物車の荷台への乗車は、荷台の積載状況を監視する目的において最少の人間を乗せることを除いて禁止された。また、この例外的取扱でも高速道路での荷台乗車は禁止となった。
スバル・360などの実用的軽乗用車や、正式な後部補助席付きのクローズド・ボディ型ライトバンが比較的廉価に購入できるようになり、それらの普及が本格化した1950年代後期以降、上述のように原始的な「代用乗用車」としてのオート三輪利用法は自然に廃れている。
以降の日本における3輪乗用車は、趣味人によるヨーロッパ製3輪乗用車の個人輸入を除けば、一人乗り・後1輪型でスクーターのドライブトレーンを利用したミニカーが1980年代以降に中小零細企業で生産されて限られた形で普及したに過ぎず、普遍的なものとはなっていない。
1970年に開催された「人類の発展と調和」をテーマに開催された日本万国博覧会で、３輪のダイハツ集配用電気自動車「DBC1」が使用された。
近年では都市部の小口輸送として、光岡・ライクT3の様な小型の電気自動車の実地テストが行われている。
2015年6月15日、日本エレクトライクが国土交通省から型式認定を取得。型式認定を取得したことにより量産化が可能となる。

## 主なメーカーと製品
- 東洋工業（現：マツダ）
  - LB型
  - CTL型 (1952年)
  - GDZA型 (1955年)
  - マツダ・T2000
  - マツダ・T1500
  - マツダ・T600
  - マツダ・K360
- 発動機製造 → ダイハツ工業
  - ダイハツ號  - 1931年5月から1933年6月までは日本エヤーブレーキとの共同生産により「ツバサ號」を名乗った[13]。
    - HA型 (1930年) - 試作のみ
    - HB型 (1931年)
    - HD型 (1932年)
    - HC型 (1933年)
    - CO型
    - CM型

  - ミゼット
    - DKA/DKII型 (1957年)
    - DSA/DSV/DSAP型 (1958年)
    - MPA/MPAV型 (1959年) - 北米市場専用
    - MP2/MP2V/MP3/MP3V型 (1959年)
    - MP4/MP4V型 (1960年)
    - MP5/MP5V型 (1962年)

  - Bee
  - ダイハツ・三輪トラック
    - SSH型 (1949年)
    - SSR型 (1950年)
    - SCB型 (1955年)
    - SDF型 (1956年)
    - RKO型 (1956年)
    - RKM型 (1957年)
    - PM/PO型 (1958年)
- 日本エヤーブレーキ（現：ナブテスコ）
  - 「ツバサ號」 - 1931年5月から1933年6月まで発動機製造との共同生産。その後は自社開発にて1943年まで生産[13]。
    - HB型
    - HD型
    - HK型
- 新三菱重工業（現：三菱自動車工業）
  - 三菱・みずしま（1946年7月生産開始）
  - 三菱・三菱号
  - 三菱・レオ
- ホープ自動車
  - ホープスター
    - ON型（1953年)
    - SU型（1957年）
    - SY型（1957年）
    - SY-2型（1958年）
    - SM型（1960年）
    - SM型（1）
- 富士重工業「ラビットT-75」
- 光岡自動車「光岡・ライクT3」
- 日本エレクトライク「ZAE-EA」
- トクサン自動車工業「トクサン号」
- 愛知機械工業「ヂャイアント」（1946年7月生産開始）
- 明和自動車工業「アキツ号」（1946年12月生産開始）→ダイハツ工業に合併。
- 日本内燃機「ニューエラ」「くろがね」→オオタ自動車工業を合併、東急くろがね工業となる（東急グループ）。
- 昭和内燃機製作所「富士矢号」
- 日新工業「サンカー」（1947年4月生産開始）
- 日本造機「消防三輪車　NM1型」
- 吉谷機械製作所「東洋工業製をベースにした消防三輪車」
- 水野鉄工所「水野式自動三輪車」
- 三井精機工業
  - 「オリエント号」（1946年7月生産開始）
  - 「ハンビー」（日野自動車から「日野・ハスラー」として販売された。保存車両が日野オートプラザで展示されている。

## アジアでの展開
東アジアでは、インドの「オート・リクシャー」（「リキシャ」（力車＝人力車）がなまったものに「オート」が付いてできた名称とされる）やタイの「サムロー」（トゥクトゥク）といった三輪タクシーが今も現役で用いられている。これらは1960年代以降に現地でノックダウン生産されるようになった日本製軽三輪トラックの末裔とされる。
中国の地方都市や農村部では、現在でも低価格で小回りの利く三輪トラックが大いに活躍している。多くは市などへの野菜や果実の運搬・販売などに多く使用されている。朝市の立つ道路などには、三輪トラックであふれかえる光景を目にすることができる。

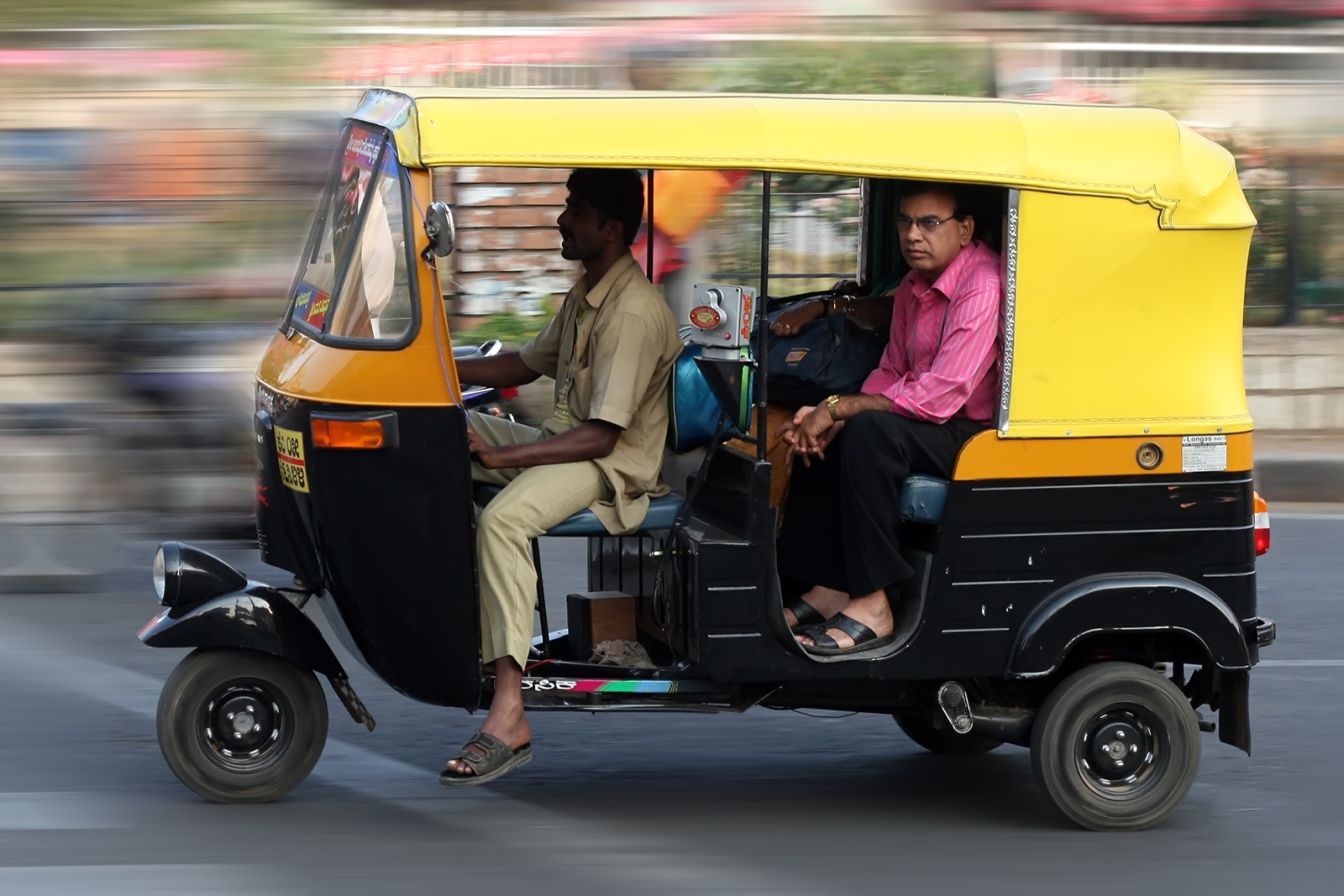
インドの「オート・リクシャー」
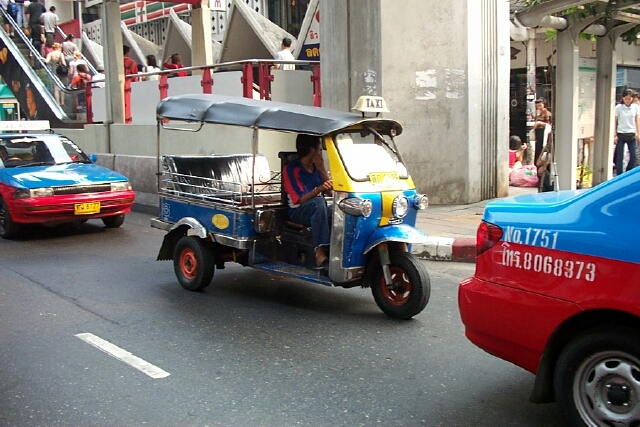
バンコクのトゥクトゥク
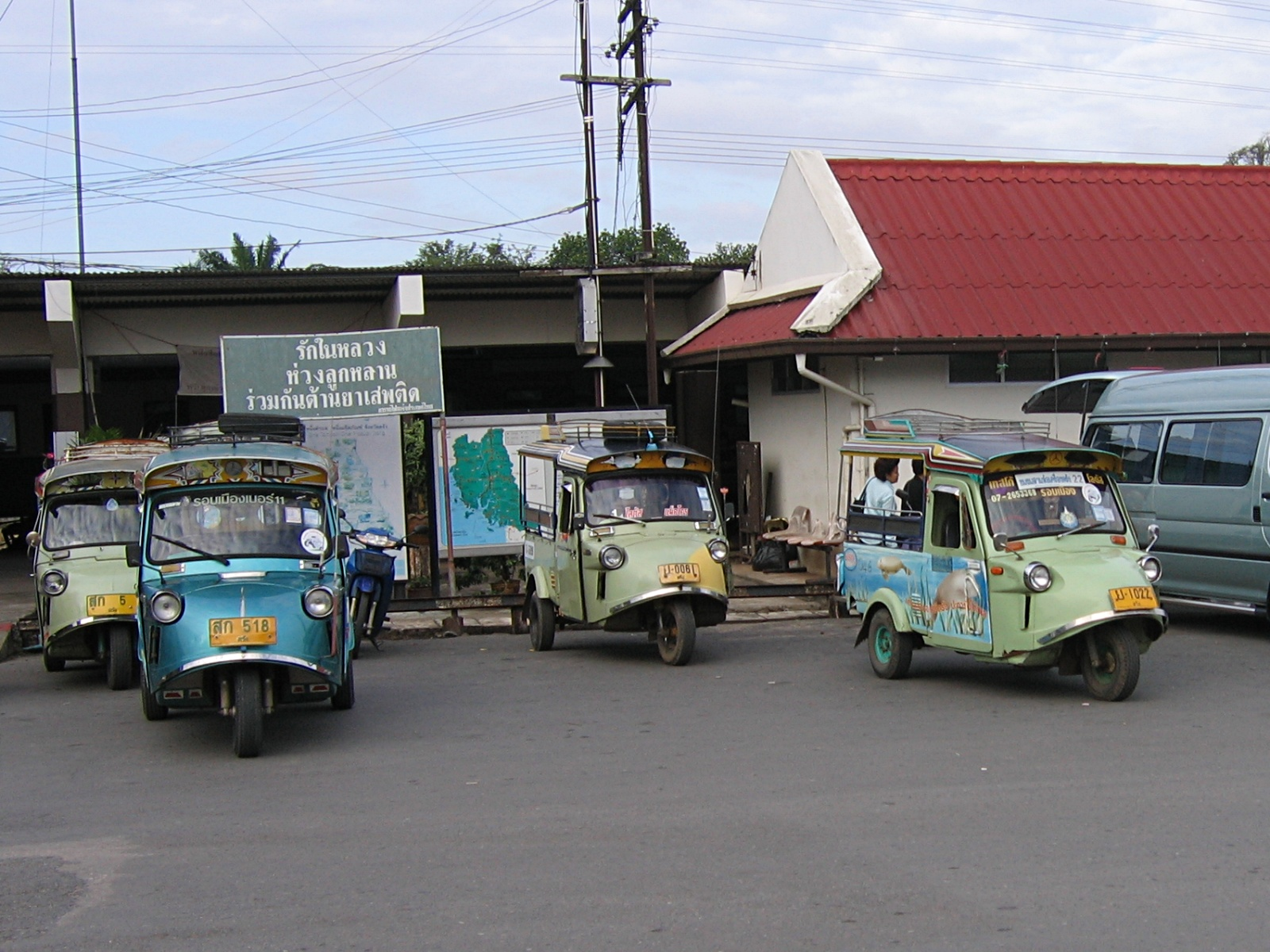
ダイハツ・ミゼット MP4の特徴を色濃く残す初期のトゥクトゥク
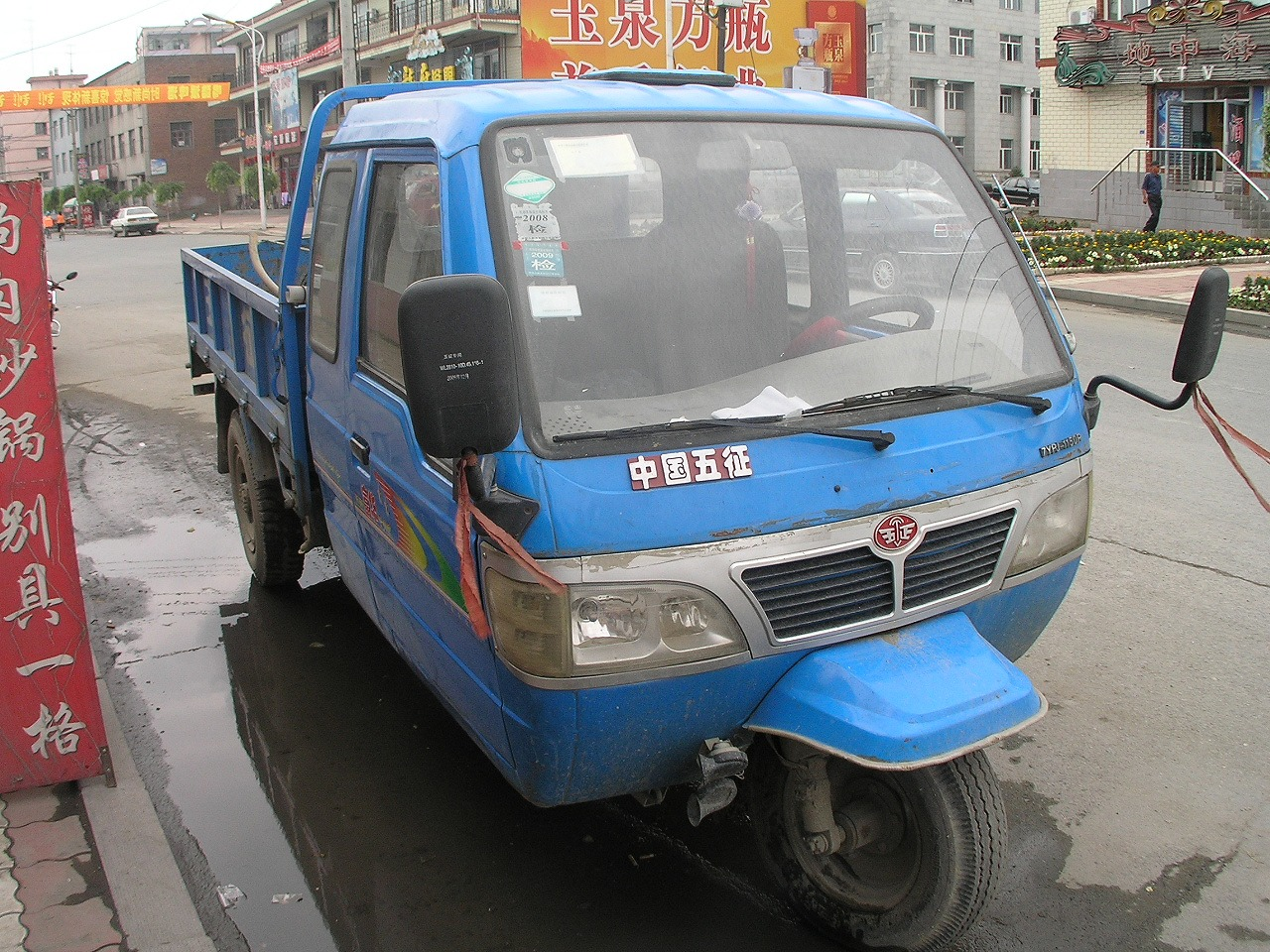
中国の地方都市では今もごく普通に見られる

## ヨーロッパでの展開
イタリアでは、ピアッジオのベスパをオート三輪化したアペが1948年に登場 し、2020年代でも販売が行われている。自動車が進入できない旧市街で走行できることもあって、商店や農家で使用 されている。

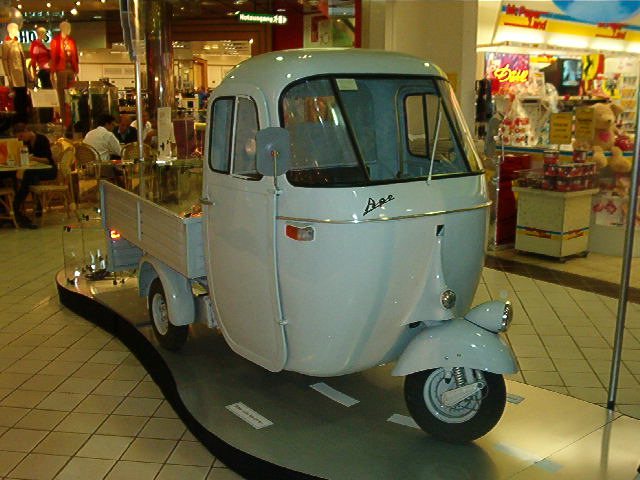
Piaggio Ape C
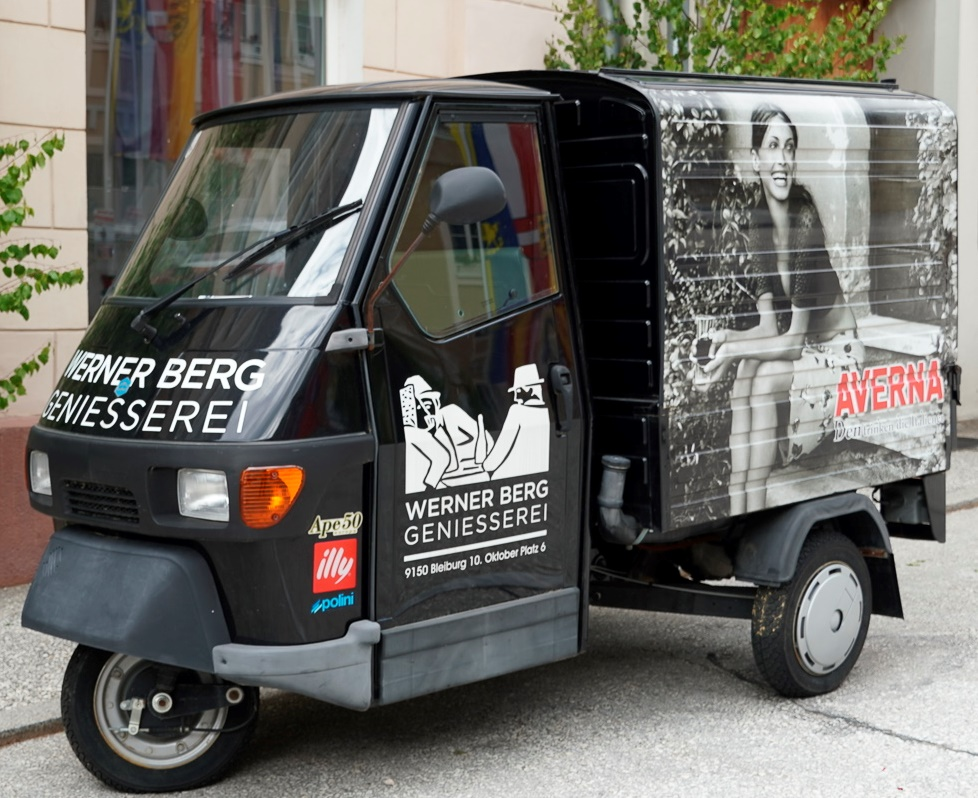
Piaggio Ape50

### ソビエト

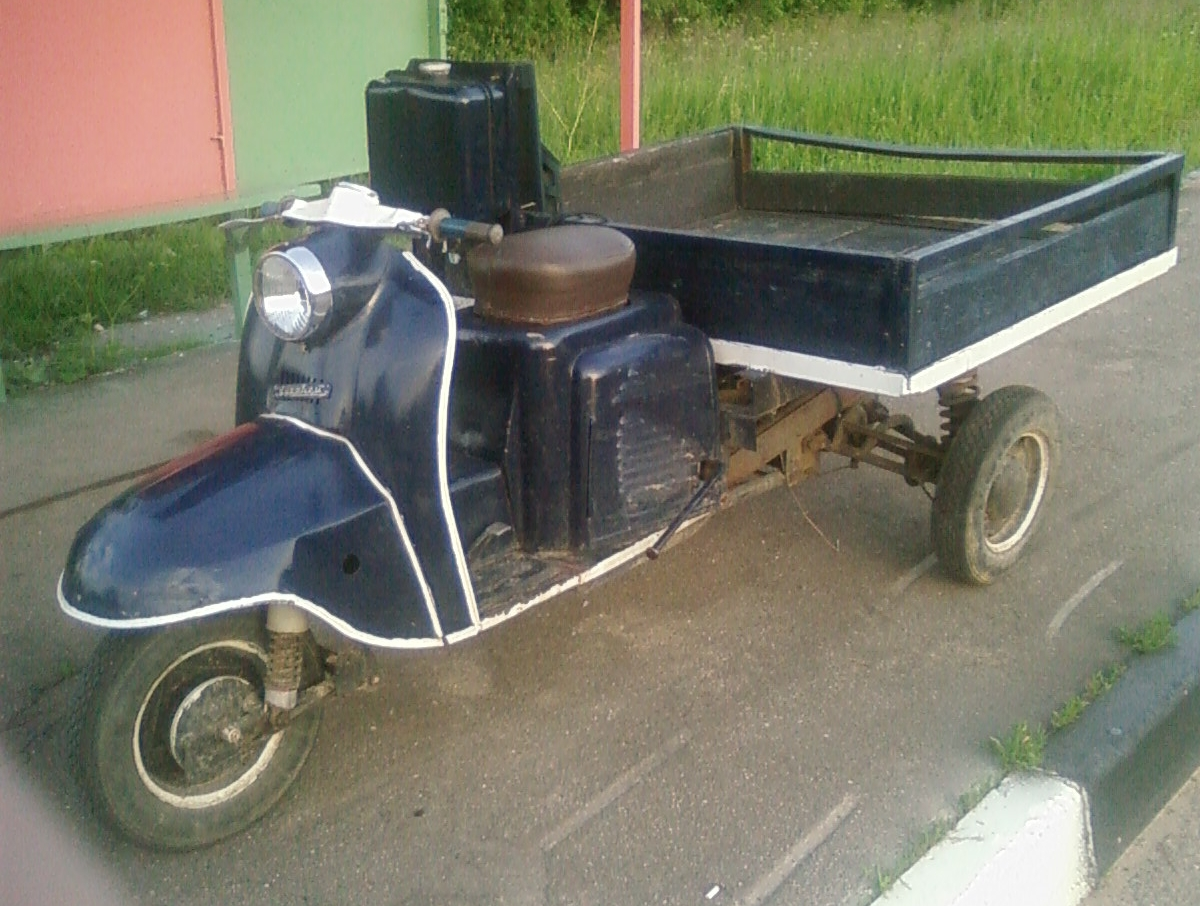
1970年代のモデル

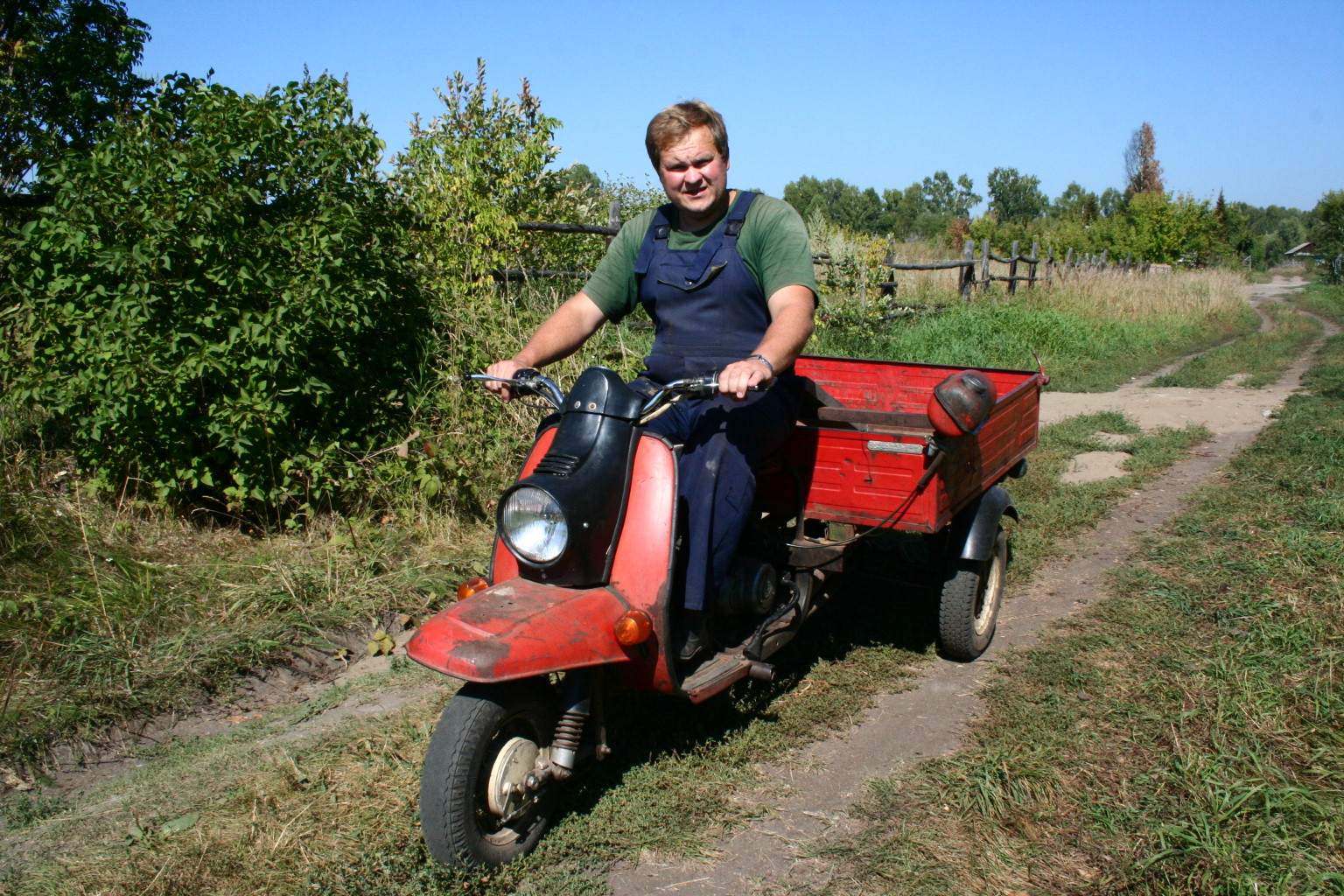
1980年代のモデル

ソビエトでは1959年から1995年にかけてトゥーラの機械製造工場で乗用スクータートゥリカ(Тулица)をベースに製造されたムラヴェイ(Муравей)が使われていた。ソビエトでは自動車の購入が難しく軽貨物車両が他になった為に幅広く活用されていた。
- ТГ200
- ТГА200
- ТГА200-01
- ТГА200-01П
- Муравей-2 01
- Муравей-2 02
- Муравей-2 03
- ГТС-1

## 国際オート三輪レース
2006年より、インド国内において国際オート三輪レース「CEAT Mumbai Xpress Autorickshaw Rally」が開催されている。
第1回の2006年大会は、南インド・タミル・ナードゥ州州都のチェンナイを出発しインド亜大陸最南端の町カニャークマリに至る、およそ1000kmの行程。ゴールは8月27日。インド国内の2チームをはじめイギリス、アメリカ、ロシア、ハンガリー、アルメニアからの計16チームが参加した。
第2回の2007年大会は、チェンナイから西インドのムンバイまでの1920kmのコースで13日間かけて行われ、8月17日にゴールを迎えた。参加国はインド、イギリス、アメリカ、カナダ、アイルランド、ハンガリー、ボスニア、クロアチアの8ヶ国。32チーム、72名が参加した。
これら一連の大会はタイムではなくポイント制で競われる。また勝敗そのものよりもインドの自然や文化を内外に紹介することが目的で、収益はチャリティーに寄付されるとのこと。

## 関連作品・登場作品
- どてらい男 - 田村亮演じる尾坂昭吉の運送会社のトラック及びタクシー(半タク)として登場。(1973-1977年)
- 三丁目の夕日 - 自動車修理会社の主役の愛車。昭和30年ごろの話題として登場。(1974年-)
- こちら葛飾区亀有公園前派出所 - 昔の回想をテーマに扱った回においてたびたび登場する。(1976年-)
- コクリコ坂から (1979-1980年)
- となりのトトロ - 主人公一家が引っ越して来る冒頭部にダイハツ工業の「ミゼットDKA型」が、後半サツキがメイを捜すシーンでは「ダイハツ號」が登場した。(1988年)
- 金田一少年の事件簿 (アニメ) - 第1期ED 第131話-第147話 (2000年5月15日-9月4日)
- クレヨンしんちゃん 嵐を呼ぶ モーレツ!オトナ帝国の逆襲 (2001年)
- 連続テレビ小説第69作 てるてる家族 - 昭和28年頃、騒々しいエンジン音から「バタコ」などと呼ばれた「ダイハツ號」（空冷単気筒）に似せて作られたオート三輪が、「岩田製パン店」の配達車として登場。昭和38年、「ミゼットDKA型」に新調された。（2003年）
- ALWAYS 三丁目の夕日シリーズ  (2005年-2012年)
- 赤線街路〜昭和33年の初雪〜 - 主人公が愛用している自家用車として登場。作中の用語解説集にモデルは「ダイハツSK」であることが記述されている。(2007年)
- K-20 怪人二十面相・伝 (2008年)
- 凪のあすから (2013年)
- 連続テレビ小説第96作 ひよっこ - 昭和30～40年代、マツダ製のマツダ・K360、「ダイハツ・ミゼットMP5型」が登場した。（2017年）
- 連続テレビ小説第99作 まんぷく - 昭和32年に「ダイハツ・ミゼットMP5型」が登場し、最終回（昭和46年）にも再登場した。（2019年）
- 連続テレビ小説第101作 スカーレット - 昭和30年、日本内燃機製の三輪トラック「くろがね」（初の直列4気筒エンジン）が「カワハラ運送」の陶器運搬車として登場した。（2019年）
- 連続テレビ小説第105作 カムカムエヴリバディ - 昭和23年、上述の「くろがね」が一瞬登場。街角で出合い頭に安子とるいを跳ねてそのまま走り去った。（2021年）
- 連続テレビ小説第106作 ちむどんどん - 昭和53年、「くろがね」が「スナガワフード」の配達車として登場した。（2022年）